# Biathlon

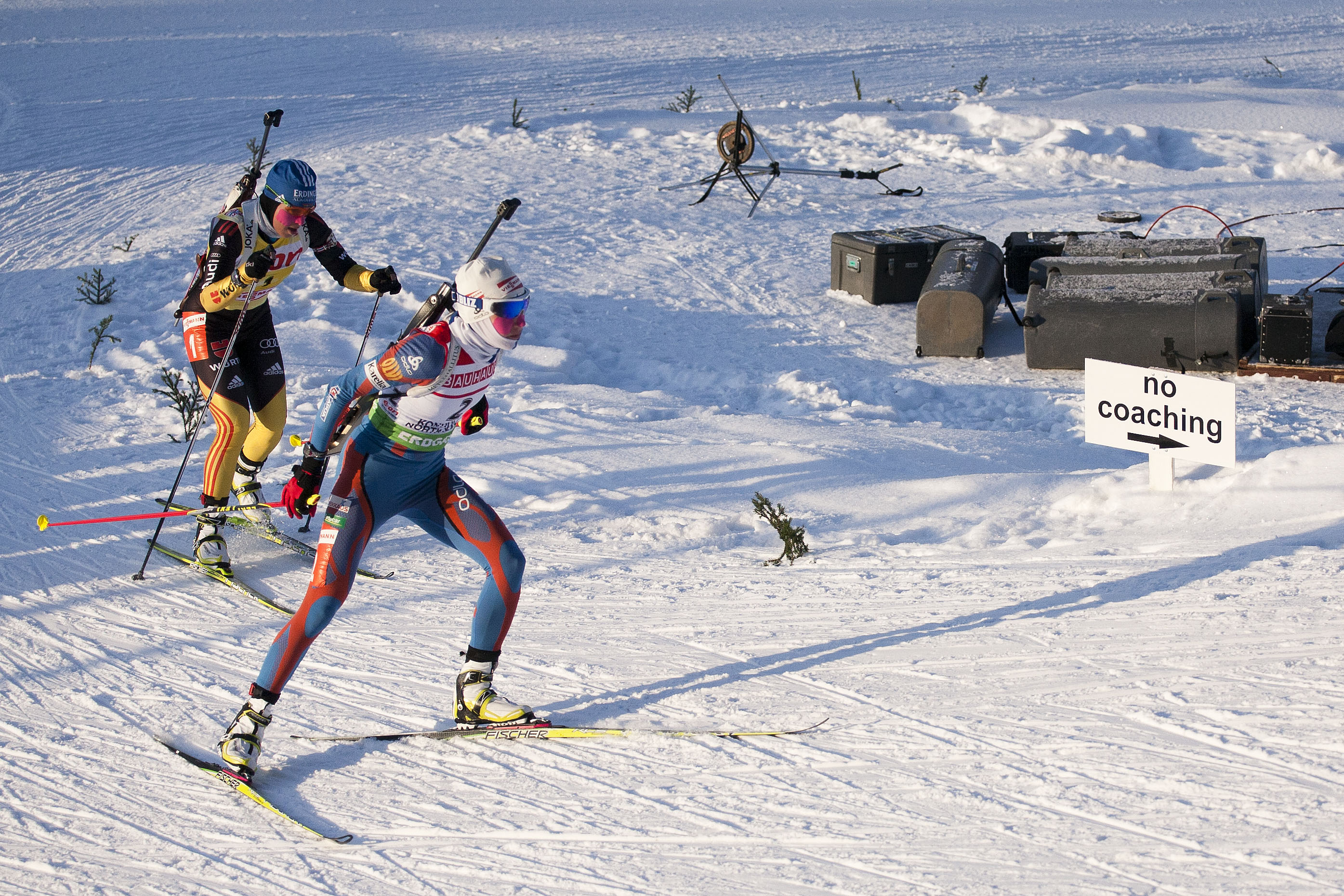
Magdalena Neuner und Kaisa Mäkäräinen beim Weltcup in Kontiolahti

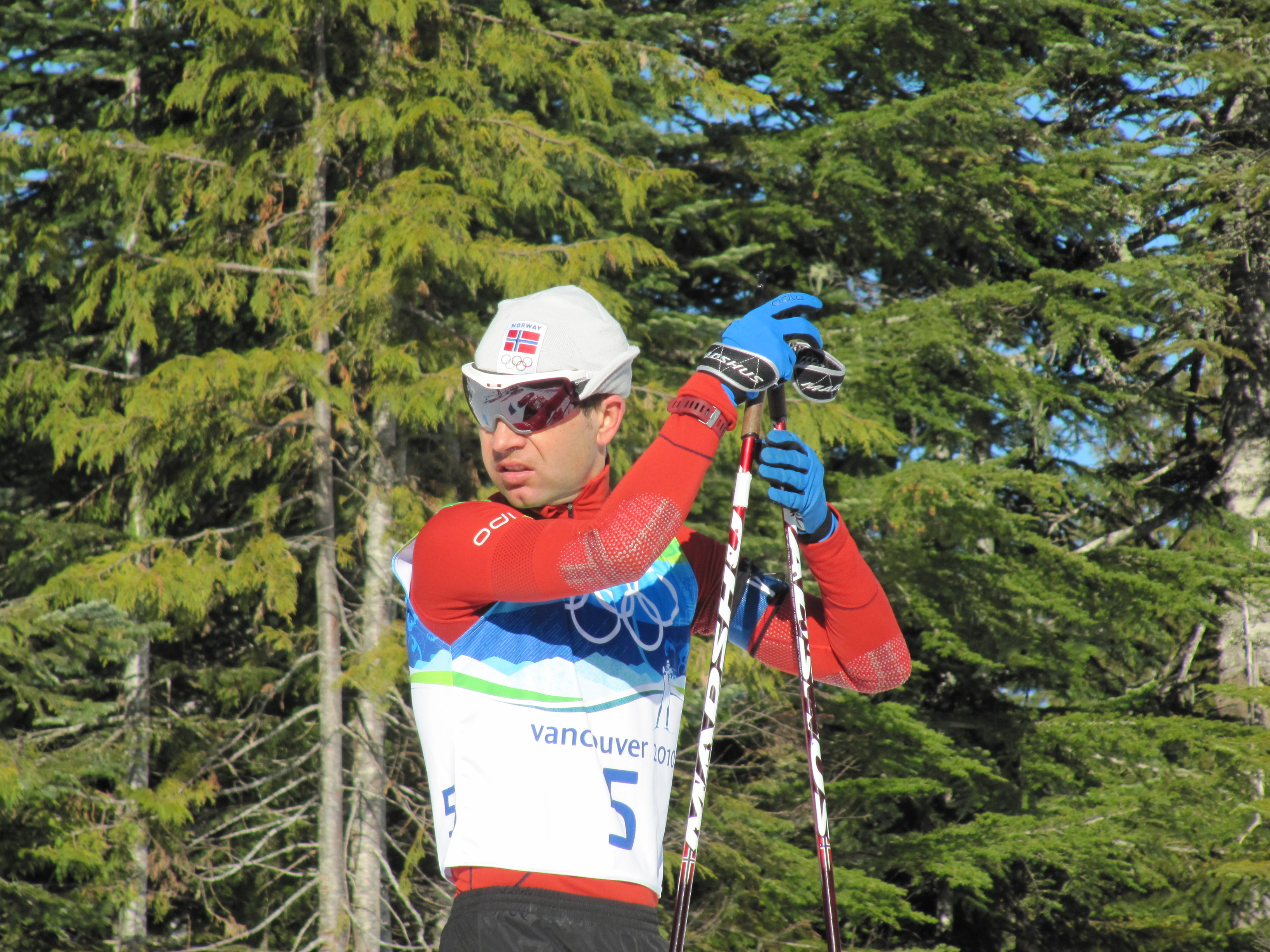
Ole Einar Bjørndalen vor dem Massenstart bei den Olympischen Spielen 2010

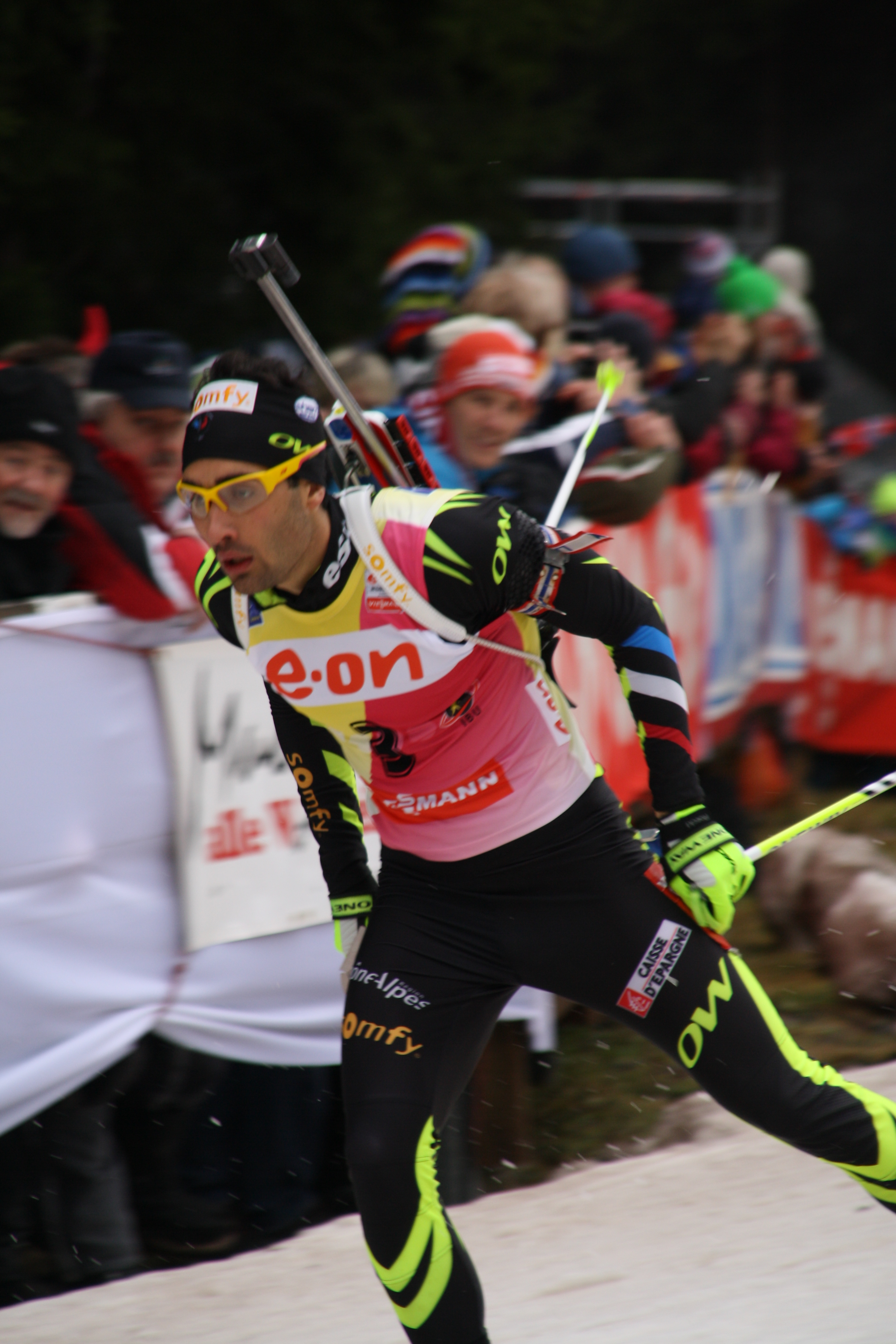
Martin Fourcade beim Weltcup in Oberhof

Biathlon (lateinisch/griechisch für Zwei(fach)-Kampf, von lateinisch bi‑ und athlon, dies von griechisch ἆθλον) ist eine vornehmlich im Winter ausgetragene Sportart, die sich als Kombinationssportart aus den Disziplinen Skilanglauf und Schießen zusammensetzt. Beim Langlauf handelt es sich um eine Ausdauer- und beim Schießen um eine Präzisionssportart. Geschossen wird im liegenden und stehenden Anschlag, Reihenfolge und Häufigkeit sind dabei von der Disziplin abhängig.
Zunächst war der Biathlonsport eher eine Randsportart, wurde aber konsequent und erfolgreich zu einem Sport weiterentwickelt, der publikumswirksam über das Fernsehen vermarktet werden kann. Seit Anfang der 1990er-Jahre steigt das Zuschauerinteresse stetig an, so dass Biathlon heute in einigen Ländern, insbesondere Deutschland, zu den beliebtesten Wintersportarten zählt.
Biathlon ist eine der bei Olympischen Winterspielen ausgetragenen Sportarten, in nichtolympischen Jahren werden Biathlon-Weltmeisterschaften veranstaltet. Weitere internationale Rennen werden im Rahmen des Biathlon-Weltcups ausgetragen.

## Geschichte

### Frühe Geschichte des Biathlons
In Norwegen entdeckte Höhlenmalereien beweisen, dass der Mensch schon vor über 5000 Jahren die Jagd auf Skiern als geeignetes Mittel zur Verfolgung von Wildtieren im Schnee einzusetzen wusste. Die ersten schriftlichen Aufzeichnungen dazu finden sich bereits in der chinesischen, griechischen und römischen Geschichte; so beschreibt z. B. der römische Dichter Vergil etwa 40 v. Chr. die Jagd auf Skiern. Die Abbildung eines mit Pfeil und Bogen jagenden Mannes auf Skiern fand sich auch auf einem aus dem Jahr 1050 stammenden Runenstein aus Balingista in Norwegen.

### Entwicklung zum Militärsport
Die Ursprünge des Biathlonsports liegen vor allem im militärischen Bereich. Bereits zu Beginn der Wikingerzeit verteidigten sich die Ureinwohner Nordnorwegens erfolgreich auf Skiern gegen Wikingereinfälle. Im Mittelalter waren die schnellen und flexiblen Skiregimenter fester Bestandteil der Armeen in Skandinavien und Russland.
Im 18. Jahrhundert entwickelte sich das Skifahren zum wichtigsten Militärsport in Nordeuropa. Ein guter Skisoldat beherrschte sowohl das Schießen als auch den Langlauf. An der schwedisch-norwegischen Grenze maßen sich bereits im Jahre 1767 Grenzsoldaten beider Länder im Wettkampf, bei dem im vollen Skilauf mit dem Gewehr geschossen werden musste. 1776 sind erstmals Skiwettbewerbe mit Schießeinlagen (Gewehre/Pistolen) in norwegischen Dörfern durchgeführt worden. Bis zur Veranstaltung erster organisierter Wettkämpfe im späten 19. Jahrhundert diente die Kombination aus Langlauf und Schießen jedoch ausschließlich der Jagd und militärischen Zwecken.
Der erste Biathlonverein wurde 1861 in Norwegen mit dem Gewehr- und Skiklub von Trysil gegründet. Im deutschen Sprachraum entwickelten sich sowohl der Militärskilauf als auch die allgemeine Variante ebenfalls erst Ende des 19. Jahrhunderts. Im Deutschen Reich fanden 1895 erstmals militärische Skilaufmeisterschaften statt. 1912 wurde in Norwegen ein Einzellauf ausgetragen, bei dem zweimal 10 Schüsse abgegeben werden mussten und der damit dem heutigen Einzelwettkampf schon sehr nahekam. Die Veranstaltung dieser Wettkämpfe oblag dem Militär, weshalb die Teilnehmer sich ausschließlich aus Armeeangehörigen rekrutierten. Die fabrikmäßige Fertigung von Skiern in österreichischen Werkstätten ab 1906 erleichterte und förderte den Sport wesentlich.
Aus diesen Wettkämpfen entwickelte sich bis 1915 der Militärpatrouillenlauf, der als Vorgänger des heutigen Biathlons angesehen wird. Während im Biathlon von jeher Einzel- und Staffelrennen gelaufen wurden, definierte sich die Militärpatrouille bis 1930 als reiner Mannschaftswettkampf. Eine Militärpatrouille hatte jeweils aus einem Offizier, einem Unteroffizier und zwei Soldaten zu bestehen. Die Streckenlänge betrug zwischen 25 und 30 Kilometer, wobei nach der Hälfte der Distanz eine Schussprüfung im Liegendschießen zu absolvieren war. Für jeden Treffer bekam die Mannschaft, die geschlossen das Ziel erreichen musste, eine Zeitgutschrift von dreißig Sekunden.
Ab 1910 gab es die Disziplin „Militärischer Patrouillenlauf“ im Wintersport. Bei den Olympischen Winterspielen 1924, 1928, 1936 und 1948 wurde diese Disziplin ausgetragen. 1930 fanden die ersten Weltmeisterschaften im Militärpatrouillenlauf statt, mit Einzel- und Staffelrennen; unter dieser Bezeichnung wurde es bis 1948 geführt, ab 1949 setzte sich der Name Biathlon (griechisch: Zweikampf) durch. Der neue Name wurde vom Vorsitzenden des 1948 in Sandhurst (Großbritannien) gegründeten Internationalen Verbandes für Modernen Fünfkampf und Biathlon (UIPMB), dem schwedischen General Sven Thofelt, vorgeschlagen. Diesem Verband war Biathlon bis zur Saison 1993/94 angeschlossen. Danach wurde eine eigenständige Dachorganisation, die Internationale Biathlon Union (IBU) gegründet. Deshalb zählt Biathlon nun als eigene Sportart; in Deutschland werden die Aktiven vom Deutschen Skiverband (DSV) koordiniert.

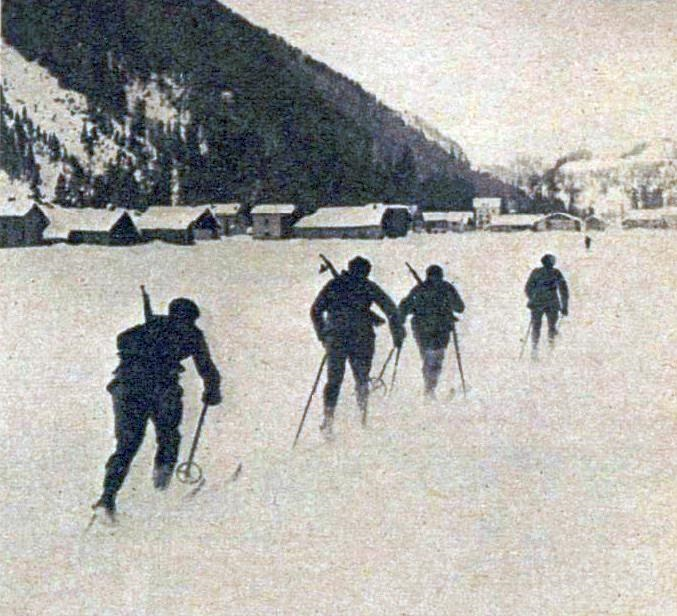
Die französische Militärpatrouille bei den Olympischen Winterspielen 1924

Seine Hochblüte hatte der Militärpatrouillenlauf in den 1920er- und 1930er-Jahren. Bei der Internationalen Winterwoche des Sports von 1924, die das IOC nachträglich zu den ersten Olympischen Winterspielen erklärte, war der Militärpatrouillenlauf Teil des offiziellen Programms und stand danach bei den Olympischen Winterspielen von 1928, 1936 und 1948 als Demonstrationswettbewerb auf dem Programm.
Zwischen 1930 und 1941 fanden Weltmeisterschaften im Militärpatrouillenlauf statt, bei denen sowohl Titel im Einzel- als auch im Mannschaftskampf vergeben wurden. Anfangs wurden nur aktive Soldaten für Wettkämpfe zugelassen, die unter dem Befehl eines Offiziers standen. Im Rahmen von Heeresmeisterschaften und Militärweltmeisterschaften wird der Patrouillenlauf bis heute durchgeführt. Eine der bekanntesten Wettkampfveranstaltungen ist die Schweizer Patrouille des Glaciers, an der auch zivile Skibergsteigermannschaften teilnehmen.

### Geschichte des modernen Biathlons
Nach dem Zweiten Weltkrieg erfolgten die Entmilitarisierung der Sportart und die Öffnung für zivile Athleten. Bei den Olympischen Winterspielen 1948 wurde neben dem Militärpatrouillenlauf auch der Winter-Pentathlon (Reiten, Degenfechten, Schießen, Skilanglauf, Abfahrt) als winterliche Entsprechung des Modernen Fünfkampfs als Demonstrationswettbewerb zugelassen. Der am 3. August 1948 gegründete Verband Union Internationale de Pentathlon Moderne (UIPM) zeigte Interesse an der Aufnahme eines Wintersportbewerbs und entschied sich für die Kombination aus Laufen und Schießen. Auf Vorschlag des Vorsitzenden der UIPM, dem schwedischen General Sven Thofelt, wurde der Name Biathlon eingeführt.
Das IOC erkannte Biathlon 1954 als eigenständige Sportart an. 1955 führte der Internationalen Verband des Modernen Fünfkampfes (UIPM) das Konzept des modernen Winterbiathlons ein. Die Wettkampfregeln wurden am 17. November 1956 in Australien genehmigt und die UIPM wurde offiziell zum Verband beider Sportarten. 1957 erfolgte schließlich die formelle Aufnahme in den UIPM und 1968 die Umbenennung des Verbandes in UIPMB. Diesem Verband blieb Biathlon bis zur Gründung der Internationalen Biathlon Union (IBU) als unabhängigem Verband innerhalb der UIPMB bis 1993 angeschlossen. Die formale Trennung beider Verbände erfolgte 1998. Die wichtigsten Biathlonwettkämpfe werden seit Beginn des 21. Jahrhunderts von der IBU veranstaltet. Damit ist Biathlon der einzige Skisport, der nicht von der Fédération Internationale de Ski (FIS) reglementiert wird.
Seit den Winter-Paralympics 1988 in Innsbruck wird Biathlon auch bei Paralympischen Spielen ausgetragen. Seit 1992 starten auch Athleten mit Sehbehinderungen.

### Geschichte des Frauenbiathlons

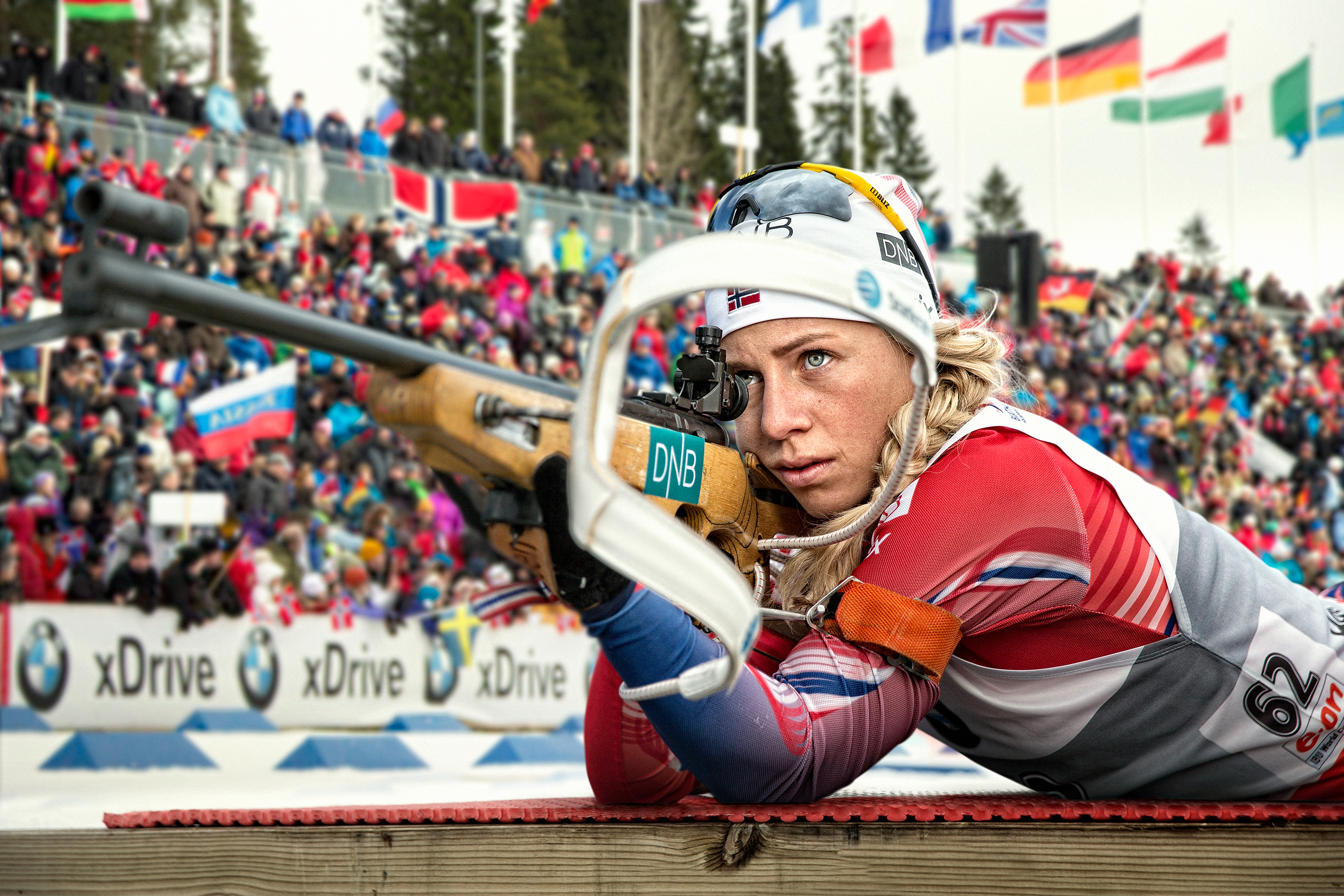
Tiril Eckhoff aus Norwegen

Die Geschichte des Frauen-Biathlons begann wesentlich später als bei den Männern. Die UIPMB verabschiedete erst 1980 auf ihrem Kongress in Sarajevo die Regeln für Frauenwettkämpfe. Daran anschließend fand 1981 der erste internationale Frauenwettkampf im damals tschechoslowakischen Jáchymov (Joachimsthal) statt. 1984 wurden die ersten Frauen-Biathlonweltmeisterschaften organisiert, welche bis 1988 von jenen der Männer getrennt waren. Seit 1989 finden die Weltmeisterschaften der Frauen gemeinsam mit denen der Männer statt.
1988 entschied das IOC, Frauen-Biathlon ins olympische Programm aufzunehmen. Erstmals olympische Disziplin war Frauen-Biathlon dann vier Jahre später bei den Winterspielen 1992 in Albertville. Trotz des späten Beginns entwickelte sich der Biathlonsport bei den Frauen sehr rasant und ist heute dem der Männer gleichwertig.

## Athleten
Die meisten Biathleten haben bereits im Kindes- oder Jugendalter mit dem Langlaufsport begonnen und sind dann zum Biathlon gewechselt. Häufig geschieht dieser Wechsel in der Jugendzeit, so dass die Wintersportler ab diesem Zeitpunkt sowohl das Laufen als auch das Schießen trainieren.
Vor allem in den Anfangsjahren der Sportart bestand ein Großteil der teilnehmenden Athleten aus ehemaligen Profi-Langläufern. Aber es wechseln immer wieder einige Langläufer zum Biathlon. Viele dieser Athleten entwickeln sich mit der Zeit zu dominierenden Biathleten, so waren beispielsweise die sehr erfolgreichen Biathletinnen Kati Wilhelm, Anna Carin Olofsson und Denise Herrmann-Wick ehemalige Langläuferinnen. Für Aufsehen sorgte auch der Wechsel der Finnin Kaisa Varis, die nach ihrer Dopingsperre im Sommer 2006 zum Biathlon kam, aber 2008 als Biathletin erneut positiv getestet wurde. In manchen Ländern wie Großbritannien oder Grönland sind beide Disziplinen eng aneinander angelehnt, so werden etwa britische Meisterschaften in beiden Disziplinen zusammen ausgetragen.
Auch in anderen Ländern, z. B. in Schweden, wechseln gelegentlich einige Langläufer zum Biathlon. In den Ländern, in denen der Skilanglauf einen hohen Stellenwert besitzt, wird der Wechsel zum Biathlon trotz der aktuell positiven Entwicklung heute noch teilweise als sportlicher Abstieg betrachtet.
Die Wechselquote vom Biathlon zum Speziallanglauf ist hingegen wesentlich geringer. Die Russin Anfissa Reszowa wechselte nach etlichen Erfolgen im Langlauf Ende der 1980er-Jahre zum Biathlon, wo sie ebenfalls zahlreiche Erfolge feiern konnte. Zum Ende ihrer Karriere gewann sie dann erneut im Langlauf die Goldmedaille mit der russischen Staffel. Ihr Landsmann Tschepikow wechselte nach sehr erfolgreichen Jahren im Biathlon Mitte der 1990er-Jahre zum Langlauf. Nach seinem vorläufigen Karriereende startete er einige Jahre später erneut erfolgreich im Biathlon. Die deutsche Biathletin Miriam Gössner war sowohl mit mehreren Siegen und Podestplätzen im Biathlon-Weltcup erfolgreich, als auch mit der Langlaufstaffel bei den Nordischen Skiweltmeisterschaften 2009 und bei den Olympischen Spielen 2010, wo sie die Silbermedaille gewann.
Vor allem die norwegischen Herren wie Frode Andresen, Lars Berger und Ole Einar Bjørndalen starteten immer wieder in einzelnen Langlaufrennen. Berger wurde zweimal Staffel- und einmal Einzelweltmeister im Langlauf, auch Bjørndalen gewann ein Rennen des Langlauf-Weltcups.

## Verbreitung und Popularität
Der Biathlonsport wird inzwischen in allen klassischen Wintersportländern Europas und Nordamerikas ausgeübt.
Vor allem in Russland und Skandinavien, insbesondere in Norwegen, gehört Biathlon seit langem zu den beliebtesten Wintersportarten. Ab den 1990er-Jahren wuchs auch in Deutschland das Publikumsinteresse immer mehr, seit der Jahrtausendwende gehört Biathlon zu den populärsten Wintersportarten. Sämtliche Weltcupläufe werden mittlerweile im Fernsehen übertragen und finden vor Ort vor einem immer größer werdenden Publikum statt. Für die Fernsehsender Das Erste und ZDF liefern die Biathlonrennen, die teilweise von über sechs Millionen Zuschauern verfolgt werden, mittlerweile regelmäßig die höchsten Einschaltquoten aller übertragenen Wintersportarten. Obwohl deutsche Athleten schon seit den 1970er-Jahren Erfolge im Biathlon feiern konnten, kam bei der Wahl zum Sportler des Jahres mit der Biathletin Uschi Disl erst im Jahre 2005 zum ersten Mal ein Athlet aus dem Biathlonsport. Im Jahre 2006 folgten mit Kati Wilhelm und Michael Greis; 2007, 2011 und 2012 mit Magdalena Neuner, 2017 mit Laura Dahlmeier und 2023 mit Denise Herrmann-Wick weitere Biathleten.
Trotz der großen Erfolge französischer Biathleten im Weltcup und bei Weltmeisterschaften führt die Sportart in Frankreich immer noch ein Schattendasein, sowohl was das Publikumsinteresse als auch die finanzielle Förderung anbelangt. Die französische Biathletin Sandrine Bailly bemängelte mehrfach, dass Biathlon in Frankreich wenn überhaupt nur mit dem ehemaligen Biathleten Raphaël Poirée in Verbindung gebracht würde und ihre Erfolge ohne Anerkennung blieben. Raphaël Poirée erklärte 2005 in einem Interview, sich überwiegend selbst um finanzielle Mittel und Sponsoren kümmern zu müssen. Auch die großen Erfolge von Martin Fourcade in den 2010er-Jahren änderten nur wenig an der begrenzten Popularität des Biathlonsports in Frankreich.
Eine große Tradition hat Biathlon auch in Italien, vorwiegend im deutschsprachigen Südtirol, aus dem viele bekannte Athleten der letzten Jahrzehnte stammen. Einen weiteren Popularitätsschub gab es dort durch die Erfolge von Dorothea Wierer Ende der 2010er-/Anfang der 2020er-Jahre.
In Österreich und der Schweiz spielte der Biathlonsport traditionell eine untergeordnete Rolle. Durch die sportlichen Erfolge der letzten Jahre und auch durch die hohen Besucherzahlen der Weltcups und Weltmeisterschaften in Hochfilzen gewinnt der Biathlonsport in Österreich jedoch immer mehr an Bedeutung. Mit der Roland Arena gibt es seit 2013 in der Schweiz ein Trainings- und Wettkampfzentrum für Langläufer und Biathleten. Hier fand 2023 erstmals ein Weltcup statt; ein Jahr später wurden auch die Weltmeisterschaften in der Arena ausgetragen.
Auch in den Vereinigten Staaten und Kanada gehört Biathlon zu den weniger beachteten Wintersportarten. Obwohl all diese Länder immer wieder Athleten hervorbringen, die auch in der Weltspitze mithalten können, hält sich das Publikumsinteresse in engen Grenzen. In den USA ist der Sport in einigen Regionen dennoch weit verbreitet und wird vor allem von Angehörigen der Nationalgarde betrieben. Spitzenathleten werden somit häufig über die Sportförderung als Sportsoldaten gefördert. In Kanada hingegen gehört der Biathlonsport zu den am schlechtesten geförderten olympischen Sportarten, weshalb die kanadischen Athleten bei der Finanzierung ihres Sportes häufig gezwungen sind, innovative Wege (etwa durch Crowdfunding) zu gehen.
Seit der Jahrtausendwende wird der Biathlonsport in Asien immer mehr gefördert; vor allem die Volksrepublik China arbeitete mit ihrem deutschen Trainer Klaus Siebert erfolgreich daran, ihre Athleten an die internationale Weltspitze heranzuführen, schöpfte dabei nur aus einem sehr kleinen Athletenpool von zumeist ehemaligen Skilangläufern. Seit den 2010er-Jahren gehen die Erfolge chinesischer Sportler aufgrund fehlender finanzieller Förderung stetig zurück. Andere Nationen wie Japan können auch nur punktuell und sporadisch Erfolge vorweisen. Ab 2009 arbeitete Siebert bis kurz vor seinem Tod als verantwortlicher Trainer für die Biathleten von Belarus, was sich besonders in den frühen 2010er-Jahren in bemerkenswerten internationalen Erfolgen auswirkte, insbesondere durch den Gewinn des Gesamtweltcups und dreier Goldmedaillen bei den Olympischen Spielen 2014 durch Darja Domratschawa.
In den 2010er Jahren zählte auch die Tschechische Republik zu den erfolgreichen Ländern im Biathlon. Die Biathlon-Weltmeisterschaften 2013, fünf Medaillen bei den Olympischen Spielen 2014 und insbesondere die Biathletin Gabriela Soukalová verhalfen dem Biathlonsport dort zu großer Popularität. 2015 verzeichnete der Weltcup in Nové Město na Moravě die meisten Zuschauer aller ausgetragenen Weltcups.
Neben den klassischen Wintersportländern gibt es zahlreiche Nationen, in denen es nur wenige Athleten gibt. In diesen Ländern spielt der Biathlonsport eine unbedeutende Rolle, die Athleten betreiben den Sport hauptsächlich aus Eigenmotivation. So sind bei manchen Weltcuprennen Athleten aus über 30 Ländern am Start, zu denen beispielsweise Argentinien, Australien, Griechenland, Grönland, Großbritannien oder Spanien gehören. Diese Athleten belegen in aller Regel selten einen Platz in den Punkterängen.

## Ausrüstung

### Ski und Stöcke
Bis in die späten 1980er-Jahren wurde im klassischen Stil gelaufen, seitdem in der Skating-Technik. Verwendet werden spezielle Skatingski, die etwa 1250 g schwer und ca. 5 cm breit sind. Die Länge der Ski ist abhängig von der Körpergröße des Sportlers und nicht limitiert. Die Bindungen fixieren die Langlaufschuhe etwa in der Mitte des Ski, wobei der hintere Teil des Schuhes bei jedem Schritt vom Ski abgehoben werden kann, um einen besseren Vorschub zu erhalten. Die Skier haben keine Stahlkanten wie Alpinski, weshalb Abfahrten deutlich schwieriger sind. Prinzipiell gelten die gleichen Bauvorschriften wie bei Langlaufskiern.
Die Langlaufstöcke, mit denen sich die Sportler abstoßen, sind schulterhoch.

### Gewehr

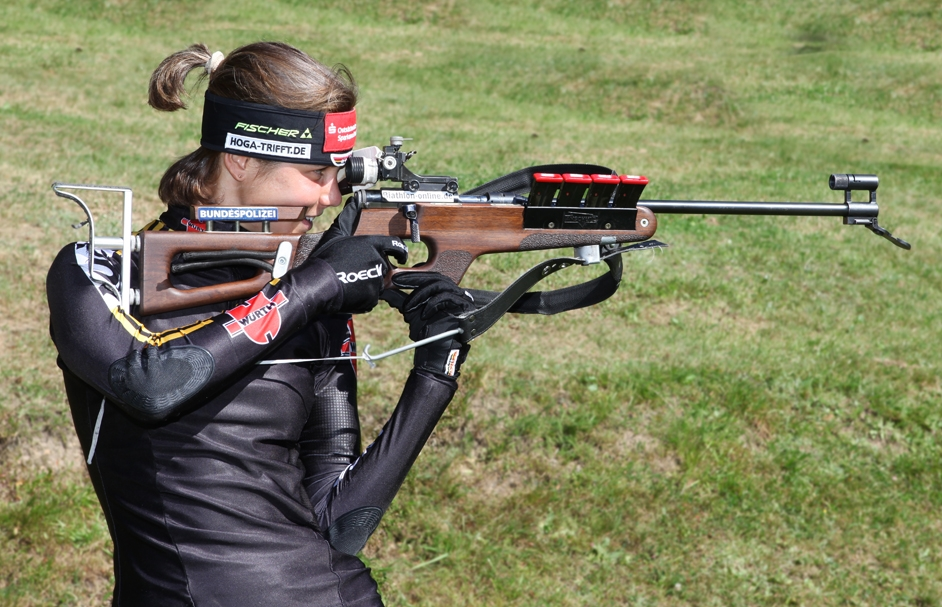
Tina Bachmann im stehenden Anschlag

Bis 1977 wurde bei Biathlonveranstaltungen mit Großkalibergewehren geschossen. Die Schießentfernungen betrugen dabei 100 m (stehend) beziehungsweise 150, 200 und 250 m (liegend). Seit 1978 werden Kleinkalibergewehre verwendet, deren Gewicht mindestens 3,5 kg betragen muss und die nur manuell zu repetieren sein dürfen. Das Abzugsgewicht muss mindestens 500 g betragen. Das Gewehr, anfangs zwischen 5 und 6 kg schwer, inzwischen nur noch rund 3,8 kg bis 4,5 kg, ist samt Munition vom Sportler stetig mitzuführen.
Die norwegische Mannschaft benutzte im Winter 2002/03 erstmals Gewehre, deren Lauf mit einem vibrationshemmenden Überzug versehen ist. Damit kann leichtes Verwackeln ausgeglichen und die Treffsicherheit erheblich verbessert werden. Am Arm kann ein schmaler Riemen getragen werden, der zur Stabilisierung beim Liegendschießen (festhaken am Gewehrkolben und straff ziehen) benutzt wird.
Die Visiereinrichtung besteht aus einem manuell verstellbaren Diopter, um Windeinflüsse ausgleichen zu können. Der Diopter darf keine vergrößernde Wirkung besitzen. Das Ringkorn am vorderen Ende des Laufes ist auswechselbar, um auf die Lichtverhältnisse reagieren zu können. Bei schlechter Sicht kommt z. B. ein sogenanntes Nebelkorn zum Einsatz. Dieses hat eine größere Öffnung, damit mehr Licht einfallen kann und die Sicht verbessert wird.
Größe und Beschaffenheit des Schaftes sind den Sportlern freigestellt. Diese werden individuell für jeden Athleten angefertigt und ideal an dessen Körper angepasst. Sonderwünsche wie Fächer für Werkzeug oder Ersatzmunition können eingearbeitet werden. Holz ist der am meisten verbreitete Werkstoff für einen Schaft, es kommen jedoch auch moderne Werkstoffe wie Carbon zum Einsatz. Die Formen für Rechts- bzw. Linksschützen unterscheiden sich nur darin, dass die Waffen spiegelverkehrt ausgeführt sind. Es gibt dabei jedoch auch Sonderformen, die seitens der IBU zugelassen sind. Nach einer Augenoperation konnte die belarussische Athletin Nadseja Skardsina ihr rechtes Auge nicht mehr wie gewohnt zum Anvisieren der Zielscheiben nutzen. Um jedoch nicht alle Abläufe, die sie sich über Jahre hinweg erarbeitet hat, neu erlernen zu müssen, schießt Skardsina weiterhin als Rechtsschützin, visiert allerdings mit dem linken Auge an. Dafür wurde ein speziell geformter Schaft aus Carbon angefertigt.
Die farbliche und optische Gestaltung der Waffe ist den Sportlern freigestellt. Einschränkungen seitens des Reglements gibt es jedoch für Anzahl und Größe der Werbeflächen auf der Waffe.

### Munition
Die Munition hat das Kaliber .22 lr, was einem Durchmesser von 5,6 mm entspricht. Das Geschoss darf eine Mündungsgeschwindigkeit von 360 m/s nicht überschreiten und muss zwischen 2,55 und 2,75 Gramm wiegen.
Die Munition ist speziell auf den Einsatz bei niedrigen Temperaturen abgestimmt. Zudem testen die Athleten lang vor Saisonbeginn ihre Waffe in Verbindung mit unterschiedlicher Munition ihres Herstellers, um die Charge mit der geringsten Streuung festzustellen. Diese Versuche werden zum Teil auch in Kältekammern durchgeführt, um auch das Schießen bei Minusgraden zu simulieren.

## Schießstand und Zielscheiben

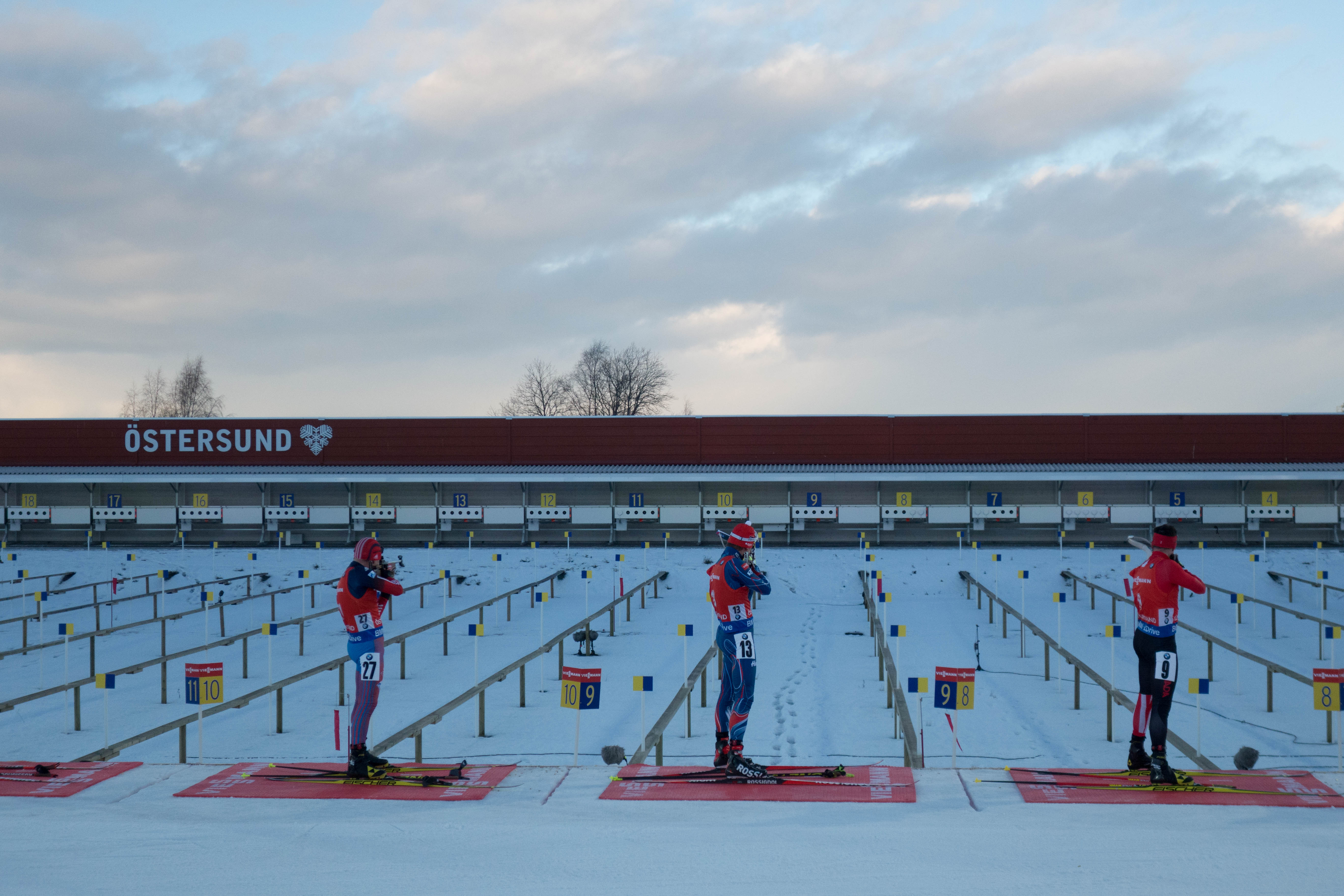
Schießstand in Östersund

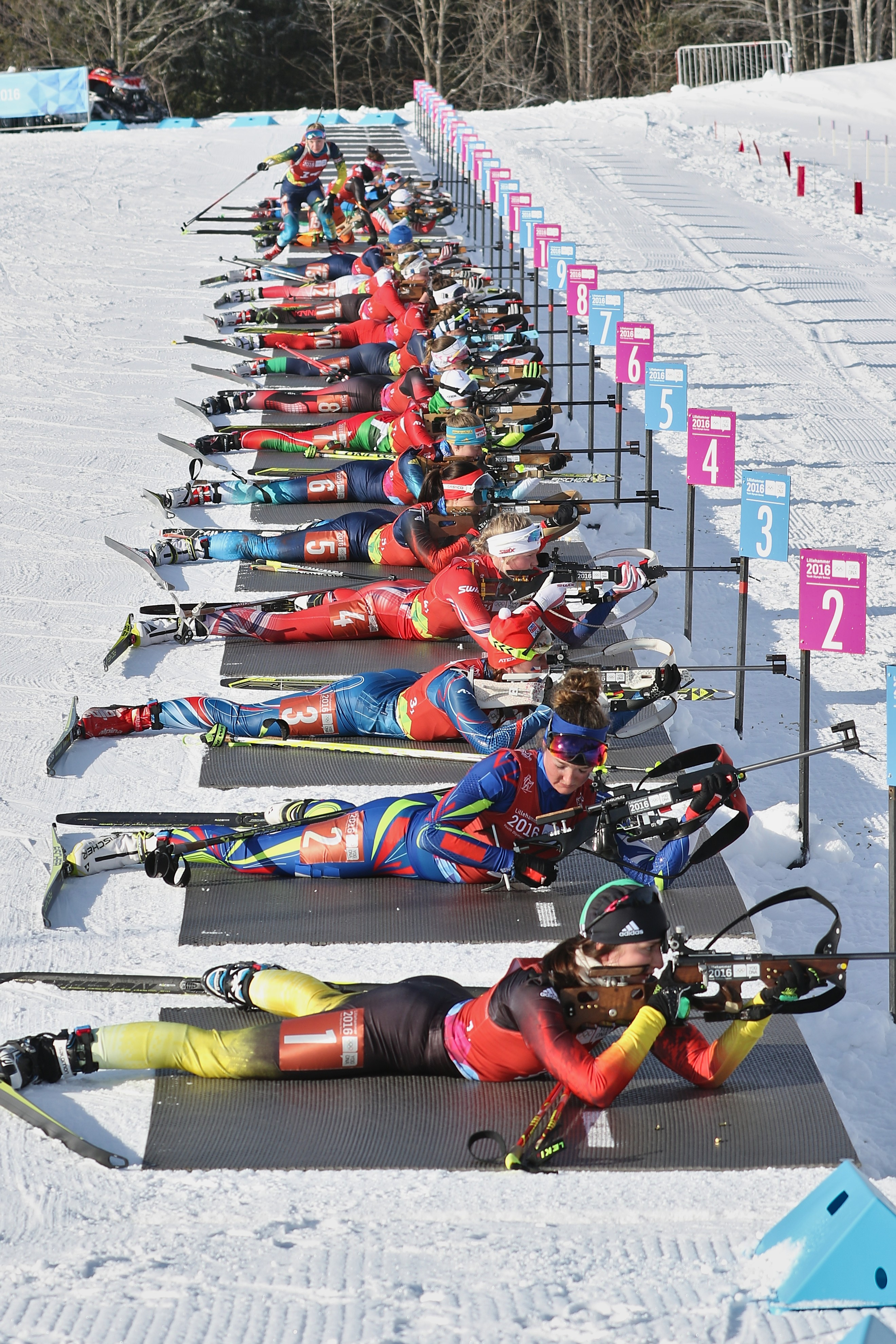
Liegendschießen bei den Olympischen Jugend-Winterspielen 2016 in Lillehammer

### Schießstand
Für internationale Wettkämpfe wie dem Weltcup oder dem IBU-Cup schreibt die IBU einen Schießstand mit 30 Schießbahnen vor, die jeweils zwischen 2,75 und 3 m breit sein müssen. Durchnummeriert sind die Schießbahnen von rechts nach links, Stand 1 befindet sich also am rechten Rand des Schießstandes. Bei Einzel- und Sprintrennen sind die Bahnen 1 bis 15 für das Liegend- und die Bahnen 16 bis 30 für das Stehendschießen vorgesehen. Bei diesen beiden Rennen bleibt den Athleten die Wahl der Schießbahn selbst überlassen. In den Verfolgungs-, Massenstart- und Staffelrennen erfolgt die Zuteilung der Schießbahnen durch die Reihenfolge des Ankommens am Schießstand. Der führende Athlet schießt somit auf Bahn 1, alle anderen Athleten füllen den Schießstand entsprechend ihrer aktuellen Position im Rennen nach links auf. Eine Sonderregelung gibt es für die Massenstart- und Staffelrennen, wo die einzunehmende Schießbahn beim ersten Schießen der Startnummer des Athleten entspricht. Notwendig ist dies, da die Zeitabstände bei diesem Punkt des Rennens noch sehr gering sind und so nicht immer eine eindeutige Reihenfolge gegeben ist.

### Zielscheiben und Schießen
Geschossen wird auf je fünf Scheiben pro Schussbahn, die in einer Entfernung von 50 m angebracht sind. Der zu treffende Bereich einer Scheibe beträgt im Durchmesser 4,5 cm (liegend) bzw. 11,5 cm (stehend), Treffer werden durch Verdecken der schwarzen Scheibe angezeigt. Hier sind im Weltcup zwei verschiedene Systeme zugelassen. Ein elektrisches System registriert das Auftreffen des Projektils auf die Zielscheibe und beim Überschreiten eines vorher definierten Grenzwertes wird die Zielscheibe durch eine weiße Blende verdeckt. Es können auch sog. „Randtreffer“, bei denen nur ein Teil des Projektils das Ziel trifft, den Mechanismus auslösen, sofern die Aufprallenergie ausreicht. Das „Kurvinen-System“ aus Finnland arbeitet rein mechanisch. Dabei ist das Ziel frei drehbar gelagert und fest mit einer Blende verbunden. Trifft das Projektil auf das Ziel bzw. reicht bei einem Randtreffer die verbleibende Energie aus, dann klappt das Ziel nach hinten und die Blende nach oben. Das Verfehlen einer Scheibe wird entweder mit einer Strafrunde von 150 Metern (Staffeln, Massenstart, Verfolgung und Sprint) bzw. 75 Metern (Single-Mixed-Staffel) oder einer Strafzeit von einer Minute (Einzelwettkampf) bestraft. Je nach Laufstärke des Athleten kann pro Strafrunde von einer Laufzeit von 20 bis 30 Sekunden ausgegangen werden.
In welcher Reihenfolge der Athlet auf die zu treffenden Scheiben schießt, bleibt ihm selbst überlassen. Die meisten Athleten schießen dabei Scheibe für Scheibe von links nach rechts bzw. von rechts nach links durch. Bei einem Fehlschuss wird meistens die Reihenfolge beibehalten und zur nächsten Scheibe übergegangen, seltener wird auf die bereits einmal verfehlte Scheibe nochmals gezielt. Einige Athleten weichen bei ihren Schießeinlagen von diesem Muster ab und schießen eine eigene Reihenfolge. Eine Möglichkeit ist hierbei, nach drei Schüssen nicht auf die vorletzte, sondern die letzte Scheibe zu schießen und danach erst auf die vorletzte. Manche Athleten wählen vollkommen untypische Schießbilder und beginnen etwa in der Mitte der Scheiben. Dadurch wird der lineare Schießrhythmus unterbrochen, nach Überzeugung mancher Athleten wird dadurch die Konzentration auf die einzelnen Schüsse erhöht. Nicht immer führt dies jedoch zu einer besseren Trefferleistung.
Die Ruhe beim Schießen trotz der hohen Pulsfrequenz aufgrund der unmittelbar vorhergehenden Ausdauerleistung stellt eine besondere Herausforderung beim Biathlon dar.

### Regelwerk
Für jede nicht gelaufene Strafrunde, die gelaufen hätte werden müssen, wird der Athlet mit einer Zeitstrafe von zwei Minuten bestraft, die dann nachträglich auf seine Gesamtzeit addiert wird. Bei jeder Schießeinlage müssen auf jeden Fall alle fünf Patronen abgefeuert werden. Sollte ein Athlet den Schießstand vor dem Abfeuern der fünf Patronen wieder verlassen, wird er pro nicht abgefeuerter Patrone mit einer Zeitstrafe von zwei Minuten bestraft. Gleiches gilt für die Staffel, wo der Athlet den Schießstand erst verlassen darf, wenn er entweder alle fünf Scheiben getroffen oder alle drei Nachlader aufgebraucht hat. Es ist also nicht möglich, das Schießen komplett auszulassen und dafür fünf Strafrunden zu laufen, da dies eine Zeitstrafe von zehn Minuten bedeuten würde.
Gelegentlich kann es vorkommen, dass ein Athlet nicht auf die zu seiner Schießbahn gehörenden Scheiben, sondern auf die Scheiben einer benachbarten Bahn schießt (sog. „Crossfire“). In diesem Fall werden diese Schüsse nicht als Treffer anerkannt. Schießt auf dieser Bahn ein anderer Athlet, so müssen bei einem Treffer des inkorrekt Schießenden die Scheiben neu aufgezogen werden, damit der korrekt Schießende seine Schießeinlage ungehindert fortsetzen kann. Die bereits zuvor getroffenen Scheiben des korrekt Schießenden werden diesem jedoch als Treffer gezählt. Sollte der inkorrekt schießende Athlet seinen Fehler während des Schießens bemerken, kann er mit den noch ausstehenden Patronen auf die richtigen Scheiben zielen; jeder dieser Treffer wird ihm dann korrekt angerechnet. Bemerkt er seinen Fehler während des Schießens nicht und feuert alle fünf Patronen auf die falschen Scheiben ab, wird ihm diese Schießeinlage mit fünf Fehlern gewertet. Im Einzel wird dem Athleten dafür pro Fehler eine Strafminute angerechnet, in allen übrigen Rennen muss er fünf Strafrunden laufen. Sollte der Athlet die Strafrunden aus Unkenntnis über das falsche Schießen nicht laufen, wird er mit einer Gesamtstrafe von zehn Strafminuten belegt, was ihn dann im Gesamtergebnis aussichtslos auf einen der hinteren Ränge zurückwirft. Dieser Fauxpas kann jedoch nicht nur unerfahrenen Athleten unterlaufen, auch Magdalena Forsberg, Magdalena Neuner, Uschi Disl oder Dmitri Jaroschenko ist dieses Missgeschick während eines Weltcuprennens schon passiert.
In sehr seltenen Fällen kann es zu Falschanzeigen kommen, sodass nicht getroffene Scheiben als Treffer oder eigentlich getroffene Scheiben als Fehler angezeigt werden. Sollte ein Athlet aufgrund einer Falschanzeige zu viele Strafrunden gelaufen sein, wird ihm nachträglich meist eine Zeitgutschrift im Umfang der zu viel gelaufenen Strafrunden zugesprochen. Umgekehrt kann dem Athleten für dadurch zu wenig gelaufene Strafrunden eine Zeitstrafe addiert werden, die in diesem Fall dann jedoch nur den Umfang einer normalerweise für die entsprechende Anzahl an Strafrunden benötigten Zeit hat.

### Entwicklung
In den Anfangsjahren wurde auf Papierscheiben und Luftballons geschossen, danach wurden zerbrechliche Glasscheiben verwendet. Ab den Biathlon-Weltmeisterschaften 1981 setzten sich dann die schwarzen Metallscheiben durch, die bei einem Treffer durch den Aufprall automatisch abklappten. Bei den in Skandinavien und Nordamerika ausgetragenen Rennen wird auch heute noch dieses System verwendet. Mitte der 1990er-Jahre wurde ein modernes System mit elektromechanischen Scheiben und computerisierter Auswertung der Treffer eingeführt. Dabei wird beim Aufprall des Geschosses auf die schwarze Scheibe mittels eines Sensors ein Impuls ausgelöst, durch den sich eine weiße Scheibe vor die schwarze schiebt und die somit den Treffer anzeigt. Im Biathlon-Weltcup wird meist ein vollelektronischer Schießstand eingesetzt. Der Sensor ermittelt dabei den Aufpralldruck des Geschosses. Erreicht das Geschoss beim Aufprall einen im Regelwerk definierten Wert, so wird der Schuss als Treffer gewertet.
Während für offizielle Wettkämpfe nur noch Metallscheiben zugelassen sind, werden beim so genannten Anschießen, der Vorbereitung auf einen Wettkampf, stets Kartonscheiben verwendet.

## Streckenverlauf

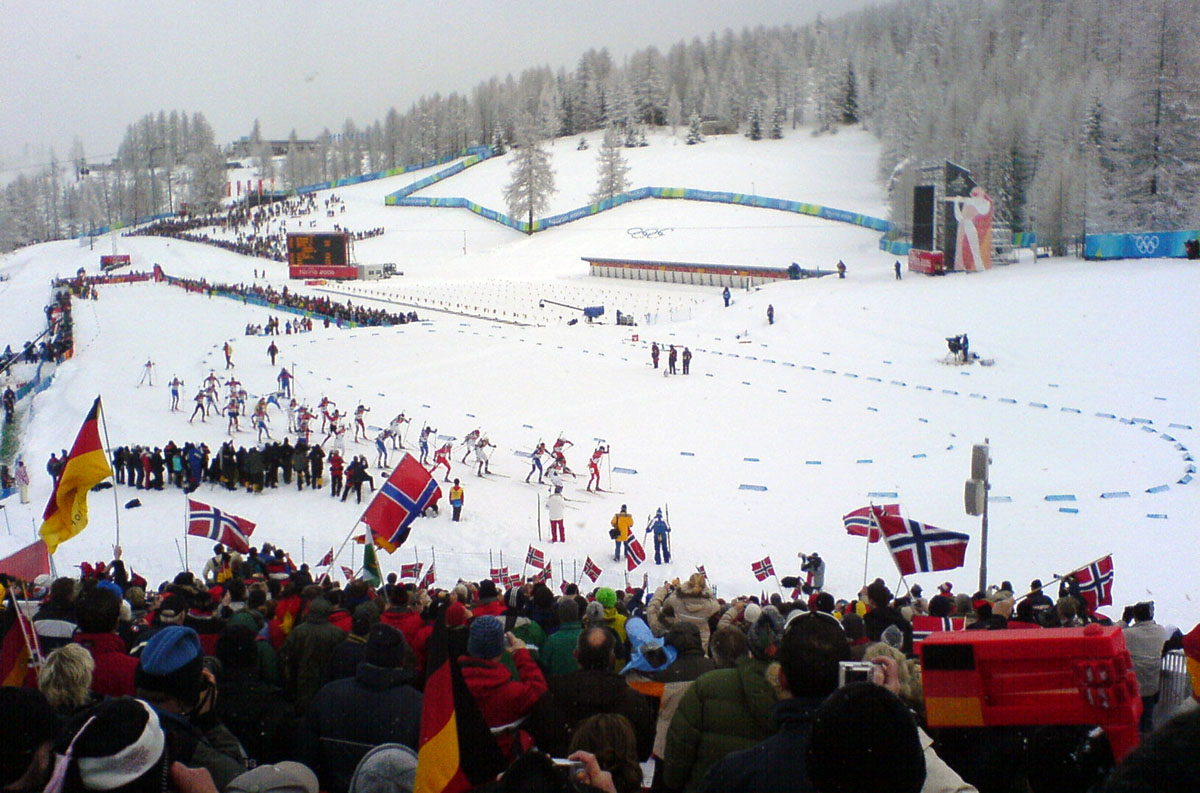
Biathlonstrecke bei den Olympischen Spielen 2006

Die Wettkampfstrecken bestehen aus einem Streckennetz. Je nachdem, welche Disziplin veranstaltet wird, wird die entsprechende Laufrunde festgelegt. Die kürzesten Runden gibt es im Single-Mixed, die längsten im Einzelwettkampf. Es werden stets mehrere Runden absolviert, an deren Ende jeweils das Stadion liegt.
Die Laufstrecke muss abwechslungsreich gestaltet sein, also abwechselnd aus ansteigenden, ebenen und abfallenden Teilen bestehen. Dabei soll darauf geachtet werden, dass die Strecken zwar anspruchsvoll und selektiv sind, sehr steile und übermäßig lange Anstiege bzw. zu gefährliche Abfahrten jedoch nicht eingebaut werden. Engstellen und schnelle Richtungsänderungen sind möglichst zu vermeiden. Die Differenz zwischen dem höchsten und niedrigsten Punkt der Strecke darf maximal 80 m betragen, wobei der höchste Punkt nur in Ausnahmefällen 1800 m NN überschreiten darf.

## Wettkämpfe

### Olympische Winterspiele

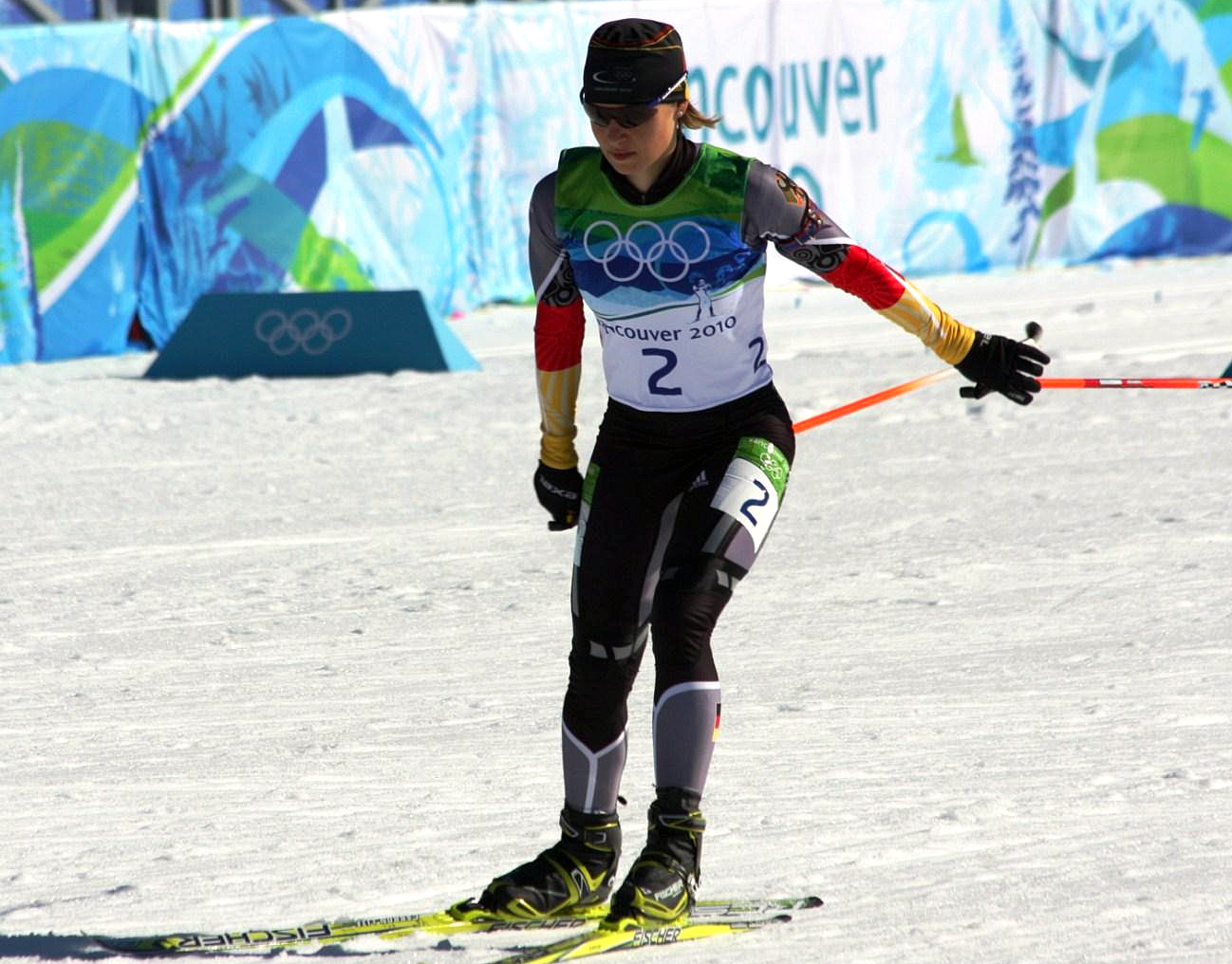
Magdalena Neuner bei den Olympischen Spielen 2010

Bei den ersten Olympischen Winterspielen 1924 in Chamonix wurde der Militärpatrouillenlauf als Vorgänger des heutigen Biathlon am 29. Januar 1924 erstmals vor einer größeren nichtmilitärisch organisierten Öffentlichkeit ausgetragen. Die Zuschauerzahl betrug nach offiziellen Angaben des Französischen Olympischen Komitees 1307 Personen und übertraf damit die Zuschauerzahl aller anderen nordischen Wettbewerbe. Während der Militärpatrouillenlauf heute als Demonstrationsbewerb angesehen wird, gab es zum Zeitpunkt der Austragung der Spiele keine Unterscheidung in originäre und Vorführungswettbewerbe. Auch heute noch wird der Wettbewerb vom IOC in der offiziellen Medaillenstatistik von 1924 geführt.
Bei den Olympischen Winterspielen von 1928, 1936 und 1948 wurde der Wettbewerb als reiner Demonstrationsbewerb in das olympische Programm aufgenommen.
Erst nach der Entwicklung hin zum rein sportlichen Biathlon wurde der Sport auch vom IOC anerkannt. 1960 wurde der Biathlonsport mit dem 20-Kilometer-Lauf der Männer am 21. Februar erstmals ins offizielle Programm der Winterspiele aufgenommen. 1968 mit der 4-mal-7,5-Kilometer-Staffel und 1980 mit dem Sprintwettkampf wurden die nächsten Biathlonwettbewerbe olympisch. Bei den Olympischen Winterspielen 1992 in Albertville feierten dann auch die Biathlon-Frauen ihre olympische Premiere. Die Frauenwettbewerbe werden wie die Männerwettbewerbe gegliedert, jedoch über kürzere Distanzen ausgetragen.
Mit der Aufnahme des Verfolgungslaufes (2002 in Salt Lake City) und des Massenstarts (2006 in Turin) werden bei Olympischen Winterspielen mittlerweile je fünf Wettbewerbe für Männer und Frauen ausgetragen. Damit gehört Biathlon nach Eisschnelllauf und Langlauf (jeweils sechs Wettbewerbe) gemeinsam mit dem alpinen Skisport (jeweils fünf Wettbewerbe) zu den Sportarten mit den meisten ausgetragenen Wettbewerben. Die einzelnen Biathlondisziplinen unterscheiden sich jedoch nicht so stark voneinander wie etwa Kurz- und Langstrecken beim Eisschnelllauf oder Slalom und Abfahrt im Alpinsport. Während sich hier die meisten Athleten auf einzelne Teilbereiche konzentrieren, gibt es beim Biathlon einige Athleten, die an allen Wettbewerben teilnehmen. Seit 2014 zählt auch die Mixed-Staffel zu den Disziplinen.

### Weltmeisterschaften
Die ersten Biathlon-Weltmeisterschaften der Männer fanden 1958 im österreichischen Saalfelden statt, die Zahl der Aktiven war mit nur 25 Athleten aus sieben Ländern noch sehr gering. Im Weltmeisterschaftsprogramm war nur der Einzelwettkampf, Staffel und Sprint wurden erst später ins Programm genommen.
Seit 1984 werden die Weltmeisterschaften auch für Frauen veranstaltet, die bis 1988 getrennt von den Weltmeisterschaften der Männer stattfanden. Seit 1989 werden gemeinsame Weltmeisterschaften für Männer und Frauen veranstaltet, das Weltmeisterschaftsprogramm wurde nach und nach um neue Disziplinen (Verfolgung, Massenstart, Mixed-Staffel) erweitert.
Neben den Biathlon-Weltmeisterschaften organisiert die IBU noch Biathlon-Sommerweltmeisterschaften sowie Weltmeisterschaften für Junioren und Jugend. Athleten unter 21 Jahren, die bis zum 31. Dezember der Saison das 19. Lebensjahr vollendet haben, gelten als Junioren, davor als Jugend.

### Weltcup

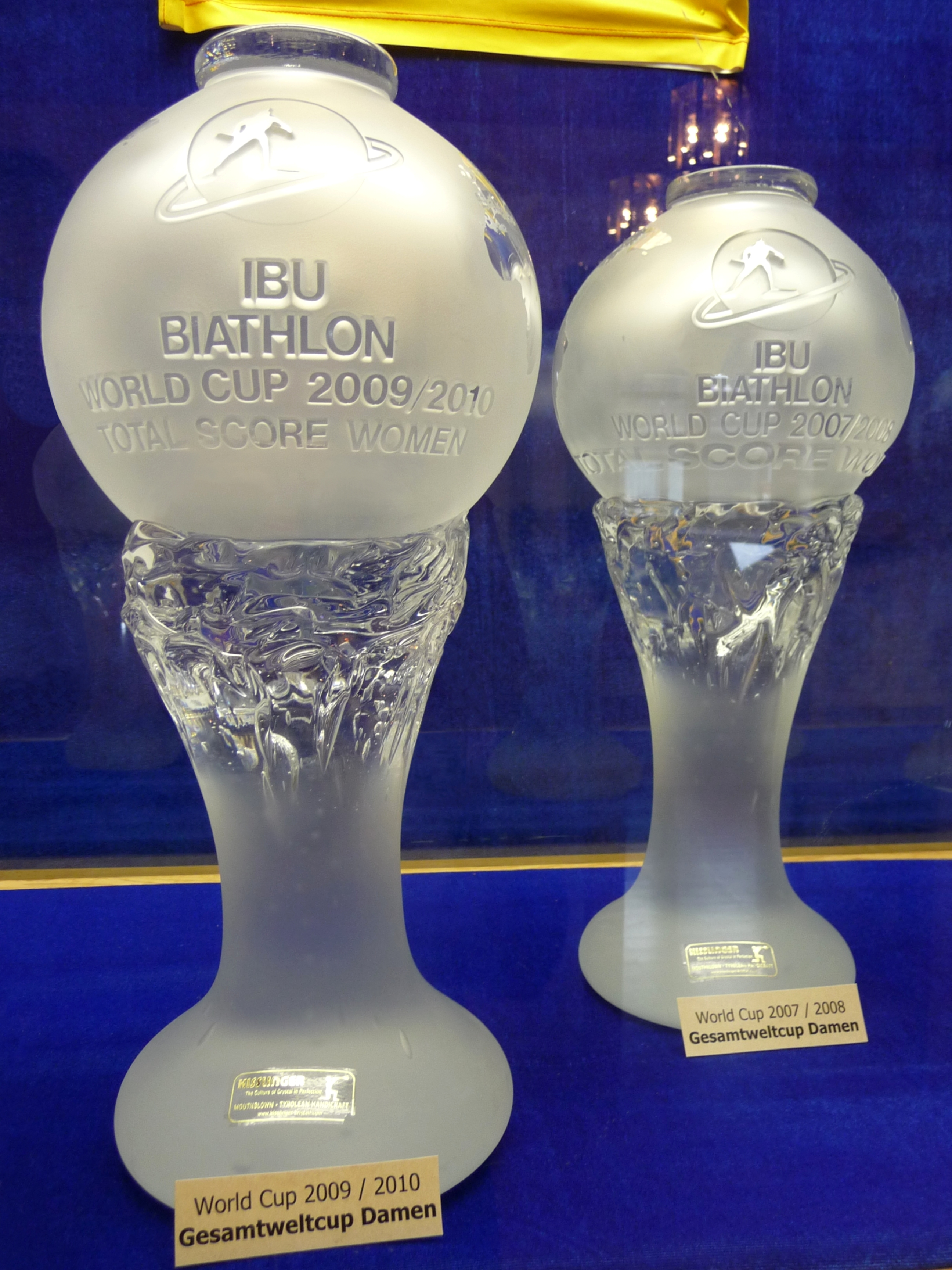
„Kristallkugeln“, Trophäen für den Sieger des Gesamtweltcups

Der Biathlon-Weltcup ist eine vom Biathlon-Weltverband IBU für Männer und Frauen ausgerichtete Wettkampfserie, die jährlich in der Zeit von Ende November bzw. Anfang Dezember bis Mitte März veranstaltet wird. Während bei vielen anderen Wintersportarten die Weltcuprennen für Männer und Frauen an getrennten Orten stattfinden, werden diese im Biathlon an denselben Orten ausgetragen.
Im Laufe der Jahre wurde das Wettkampfprogramm mehrfach erweitert, heute umfasst eine Weltcupsaison in der Regel neun Stationen mit je drei Wettbewerben pro Ort. Die an einem Weltcuport ausgetragenen Rennen finden üblicherweise von Donnerstag bis Sonntag statt. Die Weltcuprennen werden größtenteils in Mittel- und Nordeuropa sowie Russland veranstaltet. Deutsche Austragungsorte sind das oberbayerische Ruhpolding und das thüringische Oberhof. Darüber hinaus finden in manchen Jahren vor allem gegen Ende der Saison Weltcuprennen in Nordamerika oder Asien statt.
Der Weltcup wird bei den Männern seit der Saison 1977/78 und bei den Frauen seit der Saison 1982/83 veranstaltet. Neben dem Gesamtweltcup-Sieger werden auch die Sieger in den unterschiedlichen Disziplinen gekürt. Im Gegensatz zu den von der Fédération Internationale de Ski (FIS) veranstalteten Sportarten zählten die im Rahmen der Biathlon-Weltmeisterschaften ausgetragenen Rennen (und bis 2010 auch jene bei Olympischen Winterspielen) bis 2021 auch in die Weltcup-Gesamtwertung.

### Interkontinentale und kontinentale Wettbewerbe
Jährlich werden weiterhin kontinentale Wettkampfserien und Meisterschaften vorrangig in Europa (IBU-Cup, Europameisterschaften), Nordamerika (NorAm-Cup, Nordamerikameisterschaften), Südamerika (Südamerikameisterschaften) und Asien (Winter-Asienspiele) veranstaltet. Vor allem in Asien haben diese Titelkämpfe einen hohen Stellenwert, die Athleten werden dafür aus den laufenden Weltcups abgezogen. In Europa treten größere Nationen wie Deutschland, Norwegen oder Russland meist nur mit der „zweiten Garnitur“ an, was diese Titelkämpfe etwas abwertet. Somit haben aber auch Nationen Chancen auf vordere Platzierungen, die bei Weltmeisterschaften eher hintere Platzierungen erreichen.
Daneben gibt es auch transnationale und größere Regionen umfassende Wettkämpfe wie den Alpencup, Central European Cup, Baltic Biathlon Cup oder den Open Winter Balkan Cup.

## Disziplinen
Der Biathlonsport wird in verschiedenen Disziplinen ausgetragen, die zwar dem gleichen Grundprinzip folgen, sich aber durch unterschiedliche Regeln voneinander unterscheiden. Im Biathlon-Weltcup werden derzeit mit Einzel, Sprint, Verfolgung, Massenstart, Staffel und Mixed- und Single-Mixed-Staffel sieben Disziplinen ausgetragen. Mit Ausnahme der Single-Mixed-Staffel gehören diese Disziplinen auch zum Wettkampfprogramm der Olympischen Winterspiele.

### Einzeldisziplinen

#### Übersicht
|                            | Einzel                              | Sprint                              | Supersprint (Qualifikation)              | Supersprint (Finale)                     | Verfolgung                         | Massenstart                        |
| -------------------------- | ----------------------------------- | ----------------------------------- | ---------------------------------------- | ---------------------------------------- | ---------------------------------- | ---------------------------------- |
| Distanz Männer             | 20 km 15 km 1                       | 10 km                               | 3 km                                     | 5 km                                     | 12,5 km                            | 15 km                              |
| Distanz Frauen             | 15 km 12,5 km 1                     | 7,5 km                              | 3 km                                     | 5 km                                     | 10 km                              | 12,5 km                            |
| Distanz Junioren           | 15 km                               | 10 km                               | 3 km                                     | 5 km                                     | 12,5 km                            | 12,5 km                            |
| Distanz Juniorinnen        | 12,5 km                             | 7,5 km                              | 3 km                                     | 5 km                                     | 10 km                              | 10 km                              |
| Distanz Jugend männlich    | 12,5 km                             | 7,5 km                              | 3 km                                     | 5 km                                     | 10 km                              | 10 km                              |
| Distanz Jugend weiblich    | 10 km                               | 6 km                                | 3 km                                     | 5 km                                     | 7,5 km                             | 7,5 km                             |
| Startintervall             | Intervallstart alle 30 s oder 1 min | Intervallstart alle 30 s oder 1 min | Intervallstart alle 15 s                 | Simultanstart                            | Jagdstart 2                        | Simultanstart                      |
| Schießabfolge              | liegend, stehend, liegend, stehend  | liegend, stehend                    | liegend, stehend                         | liegend, liegend, stehend, stehend       | liegend, liegend, stehend, stehend | liegend, liegend, stehend, stehend |
| Strafe je Fehler           | Strafminute 45 s 1                  | Strafrunde (150 m)                  | 1 Nachladepatrone bzw. Strafrunde (75 m) | 1 Nachladepatrone bzw. Strafrunde (75 m) | Strafrunde (150 m)                 | Strafrunde (150 m)                 |
| Weltcup-Premiere           | 1978/79                             | 1978/79                             | –                                        | –                                        | 1996/97                            | 1998/99                            |
| Weltmeisterschaftspremiere | 1958                                | 1974                                | –                                        | –                                        | 1997                               | 1999                               |
| Olympische Premiere        | 1960                                | 1980                                | –                                        | –                                        | 2002                               | 2006                               |

Vor den Änderungen des Jahres 1999 hieß der 10-km-Lauf auch Handicap-Rennen: Für jede im Schießen nicht getroffene Scheibe musste die Sportlerin/der Sportler sofort eine zusätzliche Laufrunde von etwa 150 bis 180 Meter absolvieren, wodurch die reine Laufzeit entsprechend verlängert wurde.

#### Einzelwettkampf

##### Standard
Der Einzellauf ist die älteste Biathlondisziplin. Obwohl es heute neben diesem Wettkampf mit Sprint, Verfolgung und Massenstart noch drei weitere Einzeldisziplinen gibt, hat sich der Name „Einzel“ für dieses Rennen bis heute erhalten. Sein Ursprung liegt darin, dass dieses Rennen bis zur Einführung des Sprints der einzige Einzelwettkampf im Biathlon war.
Die Athleten starten einzeln im Abstand von 30 Sekunden. Insgesamt sind fünf Runden zu laufen, nach jeder der ersten vier Runden folgt eine Schießeinlage. Im Einzelwettkampf sind jeweils zwei Liegend- und Stehendschießen zu absolvieren, die bei diesem Wettkampf in abwechselnder Reihenfolge (liegend-stehend-liegend-stehend) bewältigt werden müssen. Jeder Schießfehler wird im Gegensatz zu allen anderen Wettkämpfen nicht mit einer Strafrunde, sondern mit einer Strafzeit von einer Minute geahndet. Dadurch hat in diesem Wettkampf das Schießen eine höhere Priorität als in den anderen Wettbewerben, wo mit einer Strafrunde von rund 26 Sekunden ein Fehler nur etwa halb so schwer wiegt. So kommt es bei diesem Wettkampf hin und wieder zu überraschenden Ergebnissen, da läuferisch schwächere Athleten, die aber gute Schützen sind, hier eine größere Chance auf ein gutes Ergebnis haben. Umgekehrt ist es für läuferisch gute Athleten hier aber schwieriger, die durch einen Schießfehler hinzugekommene Strafzeit im Laufen wieder auszugleichen.
Da die Disziplin Einzelwettkampf die mit Abstand älteste des Biathlonprogramms ist, erfuhr sie in der Frühzeit eine Reihe von Regelentwicklungen. Ursprünglich gab es pro Fehlschuss je zwei Strafminuten. Ab 1960 wurde dann unterschieden zwischen Fehlschüssen (zwei Strafminuten) und Treffern auf den Außenring der Scheibe (eine Strafminute). Die heute gültige Regelung (eine Strafminute pro Fehler) wurde 1980 eingeführt. Außerdem gab es bis Mitte der 1960er-Jahre verschiedene Schießstände mit unterschiedlichen Entfernungen (100 bis 250 m) für die einzelnen Schießprüfungen.

##### Verkürzter Einzelwettkampf
Bei „außergewöhnlichen Wetter- oder Schneebedingungen“ besteht die Möglichkeit, einen verkürzten Einzelwettkampf durchzuführen. Die Laufstrecken sind dabei auf 15 km bei den Männern und 12,5 km bei den Frauen reduziert, anstatt einer Strafminute wird bei einem Schießfehler nur eine Strafzeit von 45 Sekunden verrechnet. Die kalten Temperaturen Anfang Februar 2019 im kanadischen Canmore waren im Weltcup 2018/19 ausschlaggebend dafür, dass die geplanten Einzelwettkämpfe zum ersten Mal im Biathlonweltcup durch verkürzte Einzelwettkämpfe ersetzt wurden. Seit der Saison 2023/24 findet sich der verkürzte Einzelwettkampf hin und wieder auch regulär im Wettkampfprogramm, um die Belastung der Athleten zu senken.

#### Sprint
Anfang der 1970er-Jahre wurde mit dem Sprintwettkampf ein weiterer Biathlonwettbewerb geschaffen. Der Sprint besteht im Gegensatz zum Einzelwettkampf nur aus drei statt fünf Runden und zwei statt vier Schießeinlagen. Da der Sprintwettkampf die einzige Disziplin mit nur zwei Schießeinlagen ist, haben Athleten mit einer schwächeren Schießleistung hier die besten Aussichten auf eine gute Platzierung.
Wie beim Einzelwettkampf starten die Biathleten einzeln in einem 30-Sekunden-Intervall. Nach der ersten Runde wird einmal liegend, nach der zweiten Runde einmal stehend geschossen. Jeder Fehler wird mit einer 150 m langen Strafrunde geahndet.
Das Sprintergebnis ist bei heute ausgetragenen Veranstaltungen oft doppelt wichtig, da durch das erzielte Ergebnis die Startabstände des Verfolgungsrennens bestimmt werden. Mit einem schlechten Ergebnis im Sprintrennen sinken somit auch die Chancen auf ein erfolgreiches Verfolgungsrennen.

#### Supersprint
Der Supersprint ist die jüngste Wettkampfform des Biathlon und wurde erstmals im IBU-Cup der Saison 2017/18 im russischen Chanty-Mansijsk ausgetragen. Der Wettkampf gliedert sich in ein Qualifikationsrennen und ein Finale.
Im Qualifikationsrennen starten die Athleten in einem Intervall von 15 Sekunden. Es müssen – unabhängig von Geschlecht und Altersklassen – drei Runden zu je 1 km absolviert werden. Wie auch im Sprint wird nach der ersten Runde liegend und nach der zweiten Runde stehend geschossen. Pro Schießeinlage steht den Athleten eine Nachladepatrone zur Verfügung. Für alle Scheiben, die nach maximal sechs abgegebenen Schüssen nicht getroffen wurden, ist eine Strafrunde von 75 m zu laufen. Die besten 30 Athleten qualifizieren sich für das Finale, das am gleichen Tag ausgetragen wird.
Im Finale wird simultan gestartet, die Startposition entspricht dem Ergebnis des Qualifikationsrennen. Es werden – auch hier unabhängig von Geschlecht und Altersklassen – fünf Runden zu je 1 km gelaufen. Es muss viermal geschossen werden, die ersten beiden Male im liegenden, die letzten beiden Male im stehenden Anschlag. Wie auch im Qualifikationsrennen steht pro Schießeinlage eine Nachladepatrone zur Verfügung, die Strafrunde ist ebenfalls 75 m lang. Gewertet wird in der Reihenfolge des Zieleinlaufs.
Eigentlich sollte der Supersprint beim Weltcupfinale der Saison 2020/21 auch auf der höchsten Rennebene eingeführt werden, nach mehreren Protesten seitens der Athleten und Trainer wurde davon aber abgesehen. Mit der Veröffentlichung des Kalenders für die Saison 2023/24 stand die Wettkampfform auch im IBU-Cup nicht mehr im Programm. In der Begründung von Seiten der IBU hieß es, die benötigte Qualifikation und die kurzen Runden machen den Wettkampf unübersichtlich und für Fernsehübertragungen schlicht uninteressant.

#### Verfolgung

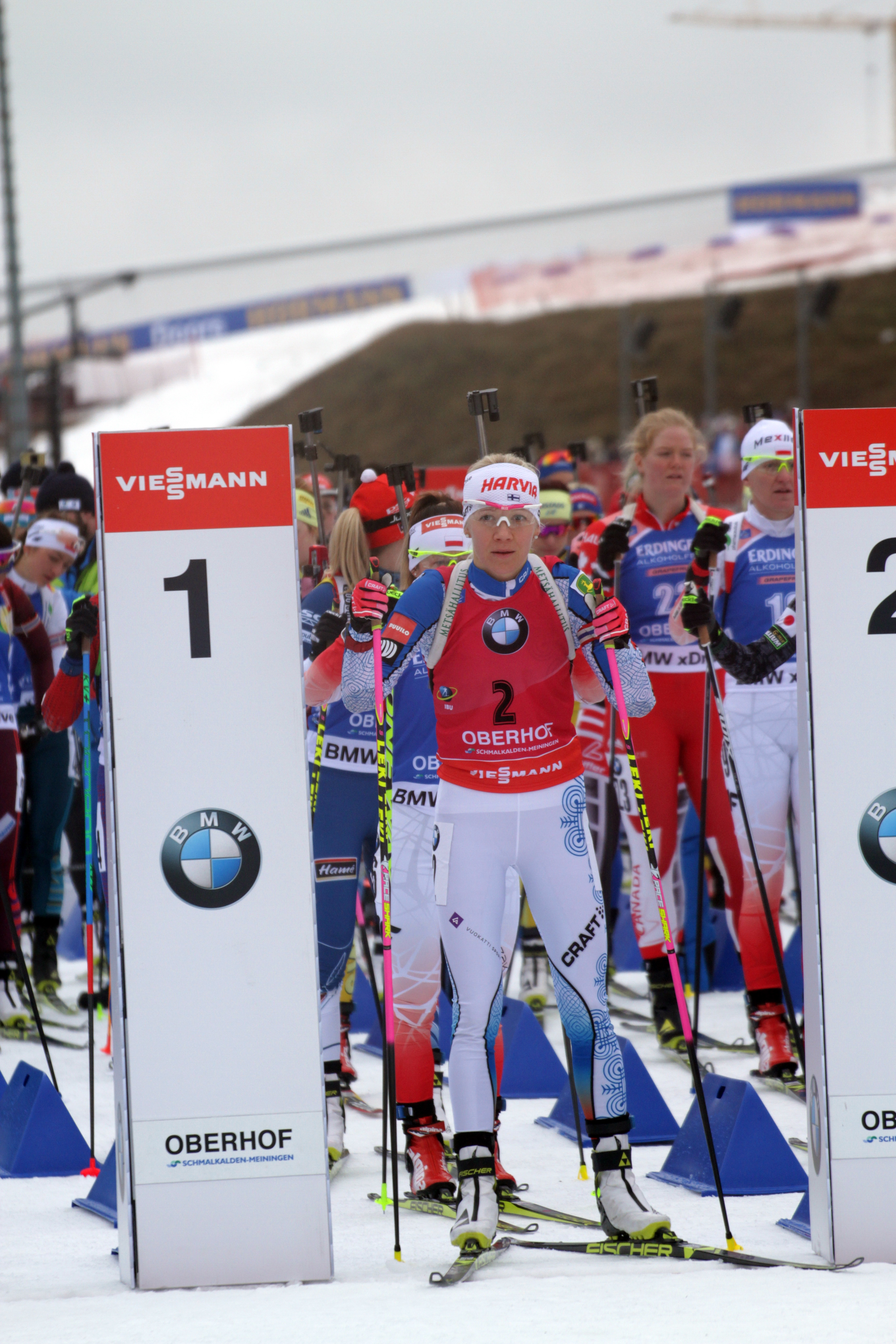
Startaufstellung zu Verfolgungsrennen im Januar 2018 in Oberhof, im Vordergrund Kaisa Mäkäräinen

Um den Biathlonsport für die Zuschauer attraktiver zu machen, wurde Mitte der 1990er-Jahre das Verfolgungsrennen geschaffen. Während Einzel- und Sprintrennen im Kampf gegen die Uhr ausgetragen werden, messen sich die Athleten in der Verfolgung direkt miteinander. Somit ist der erste Sportler im Ziel zugleich der Sieger des Rennens. Außerdem ergeben sich zusätzliche Spannungsmomente dadurch, dass sich die Athleten auf der Strecke und am Schießstand direkte Duelle liefern.
Im Verfolgungsrennen werden insgesamt fünf Runden gelaufen. Es müssen je zwei Schießprüfungen im Liegend- und Stehendschießen absolviert werden, wobei für jeden Fehlschuss sofort eine Strafrunde gelaufen werden muss. Im Gegensatz zum Einzelwettkampf finden die Schießeinlagen hier nicht in abwechselnder Reihenfolge statt, sondern zunächst die beiden Liegend- und dann die beiden Stehendschießen.
Startberechtigt für die Verfolgung sind die besten 60 Athleten des vorausgegangenen Sprintwettbewerbes, der normalerweise als Qualifikation für das Verfolgungsrennen dient. Die Startreihenfolge und Startintervalle der Verfolgung richten sich nach den im Sprintrennen erzielten Zeiten. In seltenen Fällen kann auch das Einzelrennen als Qualifikation für die Verfolgung dienen. Ist dies der Fall, werden die Rückstände der Athleten auf den Sieger halbiert, da die Strafminute im Einzel etwa doppelt so schwer wiegt wie die Strafrunde im Sprint.
Der Erstplatzierte des Sprints wird als Erster des Verfolgungsrennens in den Wettkampf geschickt und die Zeitnahme für alle Athleten beginnt zu diesem Zeitpunkt. Die anderen Athleten folgen entsprechend ihrem Zeitabstand zum Sieger im Sprintrennen. Startet ein Läufer also beispielsweise mit einer Minute Rückstand auf den Führenden, so muss er im Rennen eine Minute schneller sein als dieser, um am Ende die gleiche Zeit zu erreichen. Hat ein Athlet aus dem Sprintrennen von Beginn an einen großen Rückstand auf den Führenden, sind vordere Platzierungen nur noch schwierig zu erreichen.

#### Massenstart

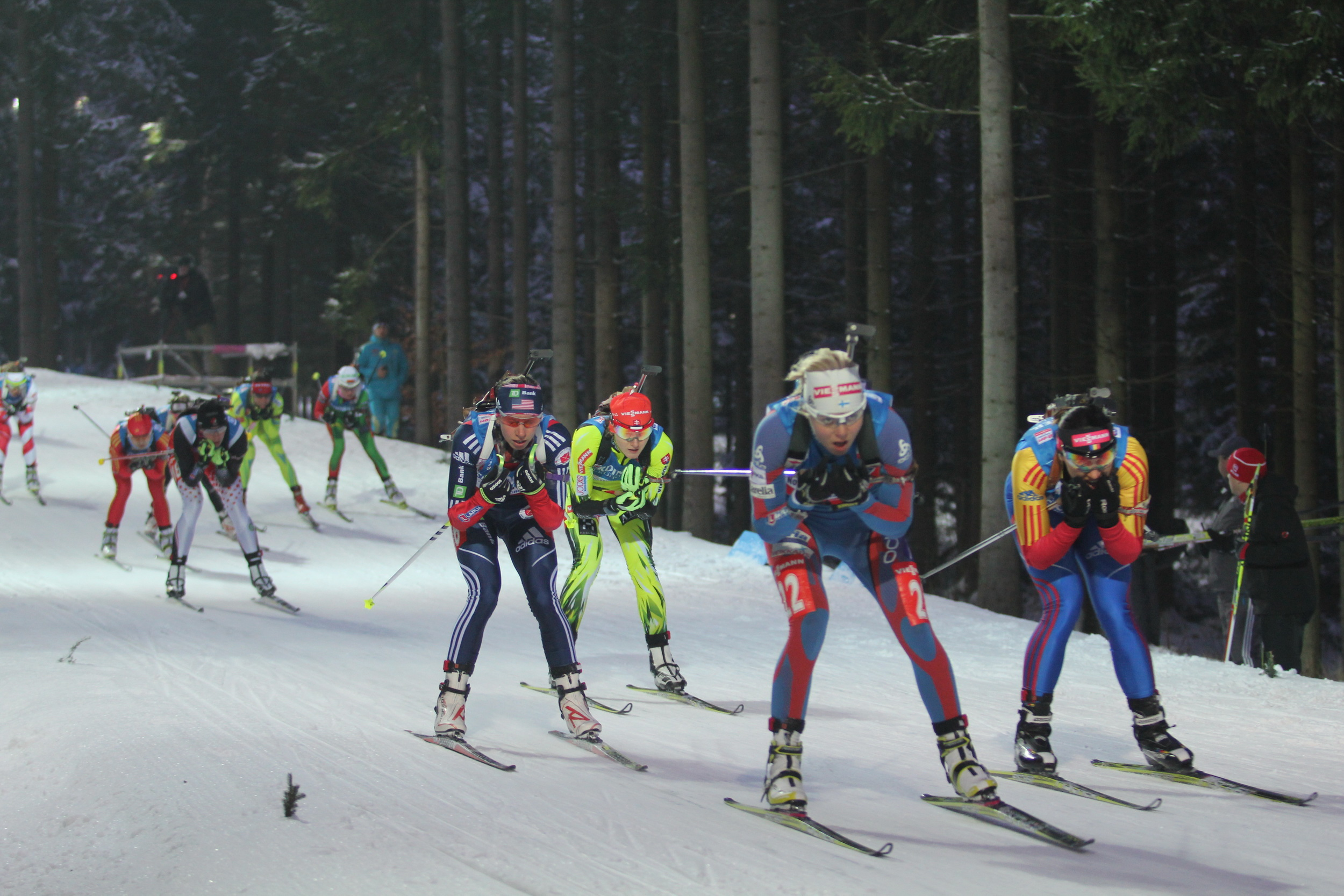
Massenstartrennen bei den Weltmeisterschaften 2013, im Vordergrund Mari Eder

Mit dem Massenstart wurde Ende der 1990er-Jahre nach Einzel, Sprint und Verfolgung die vierte Individualdisziplin eingeführt. Der Hauptunterschied zu allen anderen Einzeldisziplinen besteht darin, dass die 30 teilnehmenden Athleten alle gleichzeitig starten („als Masse“ bzw. „in der Masse“). Diese 30 Athleten sind bei Weltcuprennen seit der Saison 2010/11 zum Zeitpunkt des Wettkampfs die Top 25 des aktuellen Gesamt-Weltcupstandes, die übrigen fünf Plätze werden an Wettkämpfer in Reihenfolge der Punkte, die sie in der laufenden Weltcupveranstaltung erzielt haben, vergeben. Sind die letzten qualifizierten Wettkämpfer punktgleich, qualifiziert sich derjenige, der in der Weltcup-Gesamtwertung am besten platziert ist. Fehlen Wettkämpfer von den 25 Bestplatzierten, werden die Plätze in der Reihenfolge der Platzierungen in der aktuellen Weltcup-Gesamtwertung aufgefüllt. Bis zu dieser Saison starteten die 30 Bestplatzierten des Gesamtweltcups. Bei den Olympischen Winterspielen und Biathlon-Weltmeisterschaften haben die Athleten, die bis zum Zeitpunkt des Massenstarts schon Medaillen gewonnen haben, sofortiges Startrecht. 15 weitere Startplätze werden nach dem Weltcupstand vergeben. Die restlichen Plätze erhalten die erfolgreichsten Athleten der jeweiligen Wettkämpfe, die noch keine Medaille gewonnen haben.
Ansonsten entsprechen die Regeln des Massenstartwettkampfes denen der Verfolgung. Insgesamt werden fünf Runden gelaufen, die im Vergleich zur Verfolgung bei den Senioren jedoch etwas länger sind. Nach jeder der ersten vier Runden folgt eine Schießeinlage. Wie bei der Verfolgung finden auch im Massenstart zunächst zwei Liegend- und danach zwei Stehendschießen statt. Nach jedem Fehlschuss muss der Athlet eine Strafrunde absolvieren. Da die Athleten zunächst bis 2015 in drei Reihen zu je zehn Läufern und über die ersten 100 Meter im klassischen Langlaufstil starten, wurde für die Durchführung eines Massenstartwettkampfes eine breite Starttrasse benötigt. Aus diesem Grund konnte dieser Wettbewerb nicht an allen Veranstaltungsorten ausgetragen werden. Zur Saison 2014/2015 wurde die Startphase des Wettbewerbs geändert. Von nun an starteten die Athleten in zehn Dreierreihen, das Laufen in freier Technik war vom Start weg erlaubt.

##### Massenstart 60
Zur Saison 2018/19 wurde der Massenstart 60 in die Veranstaltungs- und Wettkampfregeln der IBU aufgenommen. In diesem Wettkampf können anstatt 30 nun 60 Athleten gemeinsam auf die Strecke gehen. Anstatt fünf werden sechs Laufrunden absolviert. Nach der ersten Runde absolvieren die ersten 30 Athleten das erste Schießen im liegenden Anschlag während die restlichen 30 eine weitere Runde laufen. Nach der dritten Runde folgt für alle Athleten die zweite Schießeinlage, die Abfolge am Schießstand entspricht der eines Verfolgungswettkampfes. Bislang wurde der Massenstart 60 noch nicht in den Wettkampfkalender des Weltcups aufgenommen, der erste Massenstart 60 wurde im Rahmen des IBU-Cups 2018/2019 am 17. März 2019 in Martell ausgetragen.

### Mannschaftsdisziplinen

#### Übersicht
|                            | Staffel                                    | Mixed-Staffel                                                     | Single-Mixed-Staffel                      |
| -------------------------- | ------------------------------------------ | ----------------------------------------------------------------- | ----------------------------------------- |
| Distanz Männer             | 4 × 7,5 km                                 | 2 × 6 km + 2 × 6 km (F-F-M-M) 2 × 7,5 km + 2 × 7,5 km (M-M-F-F) 1 | 6 km + 7,5 km 2                           |
| Distanz Frauen             | 4 × 6 km                                   | 2 × 6 km + 2 × 6 km (F-F-M-M) 2 × 7,5 km + 2 × 7,5 km (M-M-F-F) 1 | 6 km + 7,5 km 2                           |
| Distanz Junioren           | 4 × 7,5 km                                 | 2 × 6 km + 2 × 6 km (F-F-M-M) 2 × 7,5 km + 2 × 7,5 km (M-M-F-F) 1 | 6 km + 7,5 km 2                           |
| Distanz Juniorinnen        | 3 × 6 km                                   | 2 × 6 km + 2 × 6 km (F-F-M-M) 2 × 7,5 km + 2 × 7,5 km (M-M-F-F) 1 | 6 km + 7,5 km 2                           |
| Distanz Jugend männlich    | 3 × 7,5 km                                 | 2 × 6 km + 2 × 6 km (F-F-M-M) 2 × 7,5 km + 2 × 7,5 km (M-M-F-F) 1 | 6 km + 7,5 km 2                           |
| Distanz Jugend weiblich    | 3 × 6 km                                   | 2 × 6 km + 2 × 6 km (F-F-M-M) 2 × 7,5 km + 2 × 7,5 km (M-M-F-F) 1 | 6 km + 7,5 km 2                           |
| Startintervall             | Simultanstart                              | Simultanstart                                                     | Simultanstart                             |
| Schießabfolge              | pro Athlet liegend-stehend                 | pro Athlet liegend-stehend                                        | pro Wettkampfabschnitt liegend-stehend    |
| Strafe je Fehler           | 3 Nachladepatronen bzw. Strafrunde (150 m) | 3 Nachladepatronen bzw. Strafrunde (150 m)                        | 3 Nachladepatronen bzw. Strafrunde (75 m) |
| Weltcup-Premiere           | 1978/79                                    | 2004/05                                                           | 2014/15                                   |
| Weltmeisterschaftspremiere | 1966                                       | 2005 bzw. 2007                                                    | 2019                                      |
| Olympische Premiere        | 1968                                       | 2014                                                              | –                                         |

#### Staffel

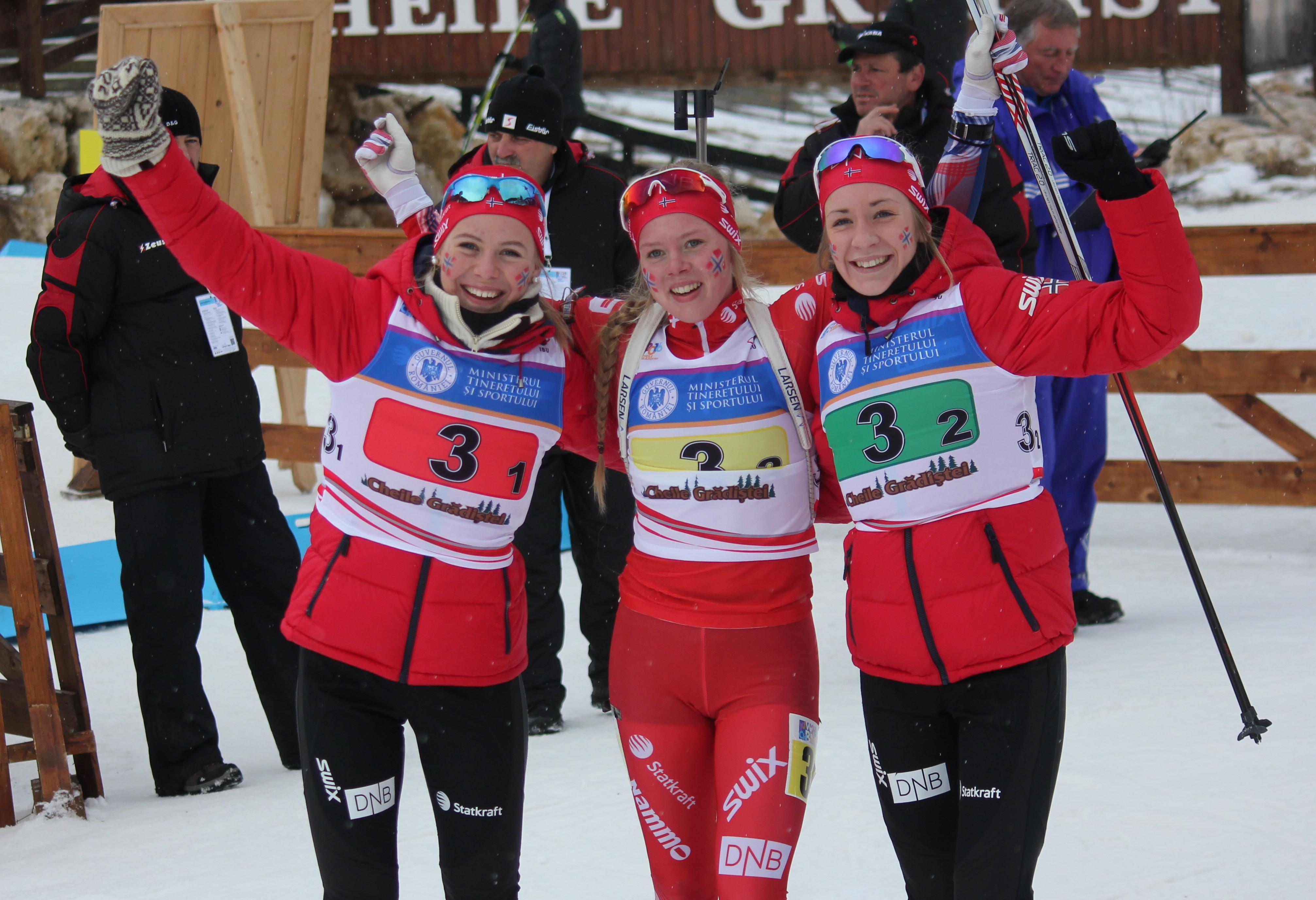
Norwegische Mannschaft bei den Juniorenweltmeisterschaften 2016

Obwohl es sich bei Biathlon um eine Einzelsportart handelt, werden ähnlich wie in der Leichtathletik Staffelwettkämpfe durchgeführt. Bei internationalen Wettkämpfen besteht eine Staffel meist aus vier Athleten einer Nation und eines Geschlechts, die nacheinander eine Strecke von drei Runden zu absolvieren haben. Vor allem im Jugendbereich, zum Teil aber auch bei Wettbewerben auf kontinentaler Ebene kommen auch Staffeln mit nur drei Läufern zum Einsatz. Die Startläufer starten gemeinsam in einem Massenstart. Hat ein Läufer seine Strecke absolviert, übergibt er in einer 40 m langen Wechselzone an den nächsten Läufer seines Teams. Dabei muss ein beliebiger Körperkontakt der beiden Läufer stattfinden. Berührungen durch Skistöcke oder andere Gegenstände zählen nicht.
Der Staffelwettbewerb besteht pro Athlet aus je einem Liegend- und einem Stehendschießen, insgesamt also aus vier Liegend- und vier Stehendschießen (bzw. drei bei Juniorinnen und Jugend). Im Gegensatz zu den anderen Wettbewerben stehen den Athleten hier maximal drei Nachladepatronen zur Verfügung, um beim ersten Mal nicht getroffene Scheiben doch noch treffen zu können. Pro Nachlader werden etwa zehn zusätzliche Sekunden benötigt. Maximal hat jeder Athlet also acht Patronen, um die fünf Scheiben zu treffen. Für jede dann nicht getroffene Scheibe muss eine Strafrunde gelaufen werden. Diese spezielle Regelung für das Staffelrennen wurde bereits im Jahre 1967 eingeführt. Da ein Fehler im Staffelrennen dadurch weniger schwer wiegt als in den anderen Disziplinen, wird von manchen Athleten deutlich schneller und risikoreicher geschossen. So sind die gelegentlich etwas schwächeren Schießergebnisse in den Staffelrennen zu erklären.

#### Gemischte Staffeln

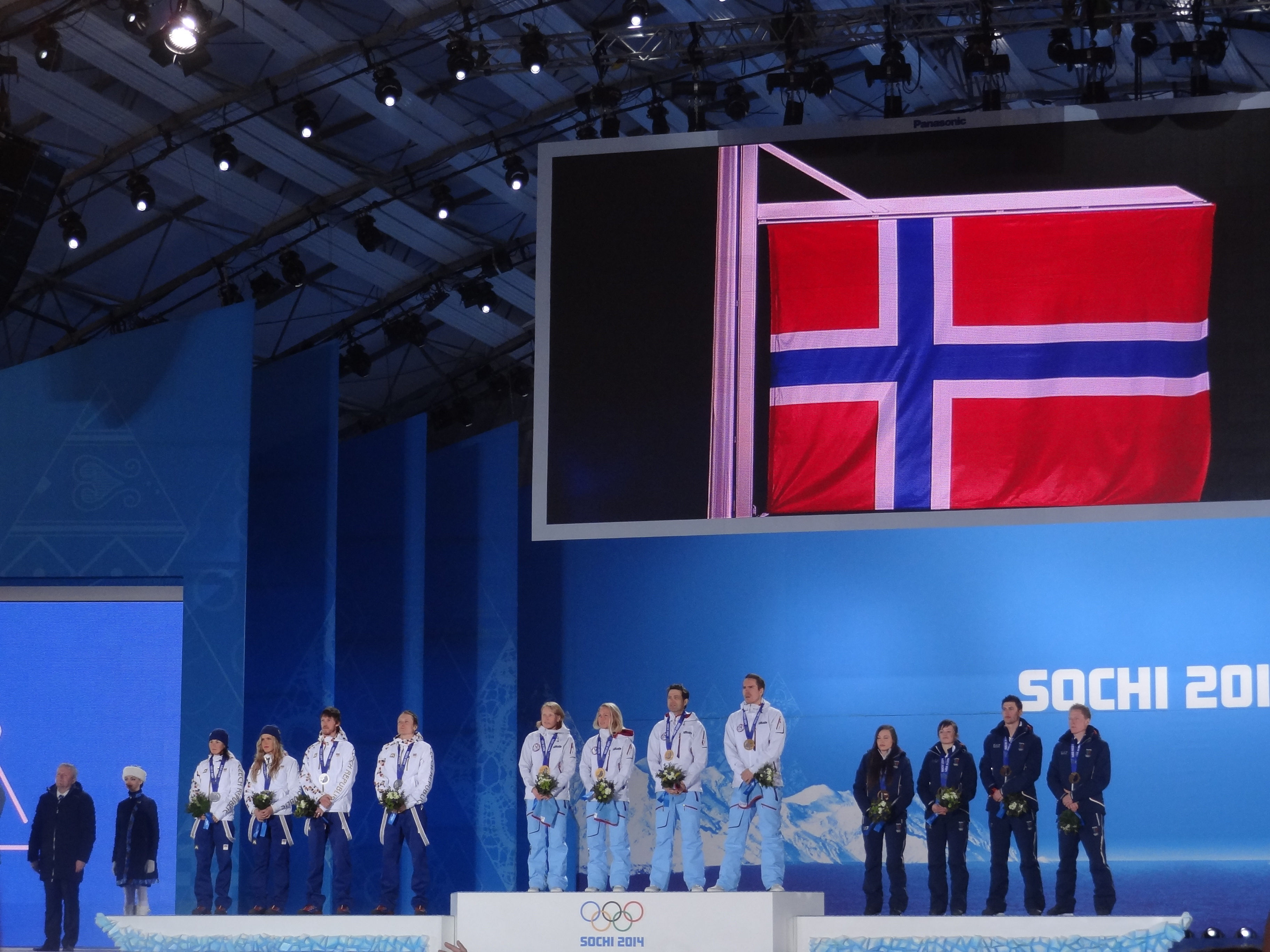
Siegerehrung Mixed-Staffel bei den Winterspielen 2014; Norwegen vor Tschechien und Italien

Seit den frühen 1990er-Jahren werden immer wieder verschiedene Mannschaftswettbewerbe erprobt, die den Biathlonsport attraktiver machen sollen.

##### Mixed-Staffel
Im Weltcup und bei Weltmeisterschaften wird seit dem Jahr 2005 die Mixed-Staffel (auch: Gemischte Staffel) über 2 × 6 km und 2 × 7,5 km ausgetragen, wobei je zwei Positionen von Frauen und Männern besetzt werden. Die Regeln für eine Staffel bezüglich Nachladepatronen und Strafrunden bleiben unverändert. Ab dem Winter 2018/19 kann von der Startreihenfolge Frauen/Männer abgewichen werden. So ist es auch möglich, dass die Männer die ersten beiden und die Frauen die letzten beiden Positionen besetzen. Ab der Saison 2019/20 bestimmt die Startreihenfolge auch die Streckenlänge. Beginnen die Frauen, beträgt die Laufstrecke für die Männer auch 6 km. Beginnen die Männer, beträgt die Laufstrecke für alle Wettkämpfer 7,5 km.
Einer der Gründe neben der herkömmlichen Staffel einen derartigen Wettbewerb einzuführen, stellte die Tatsache dar, dass viele Nationen zwar sowohl im Herren- als auch im Damenbereich über gute Einzelathleten verfügen, jedoch keine konkurrenzfähige Staffel mit vier starken Athleten eines Geschlechts stellen können. Für diesen Wettbewerb wurde im Rahmen des Weltcupfinales 2005 in Chanty-Mansijsk erstmals eine eigene Mixed-Weltmeisterschaft ausgetragen, seit 2007 gehört die Disziplin zum Wettkampfprogramm offizieller Biathlon-Weltmeisterschaften und Olympiaden.

##### Single-Mixed-Staffel
Die Single-Mixed-Staffel (auch: Einfache gemischte Staffel) wurde erstmals am 6. Februar 2015 im tschechischen Nové Město im Rahmen eines Weltcups ausgetragen. Anders als bei der Mixed-Staffel bilden hier nur eine Frau und ein Mann pro Nation eine Mannschaft. Eine Laufrunde beträgt 1,5 km, die Strafrunde jedoch nur 75 m. Nach zwei Laufrunden übergibt die Frau direkt nach dem zweiten Schießen an das männliche Teammitglied. Dieser muss erneut 2 × 1,5 km zurücklegen und übergibt auch direkt nach dem zweiten Schießen wieder an die Frau. Diese muss insgesamt 6 km absolvieren, der Mann läuft nach seinem vierten und letzten Schießen noch eine zusätzliche Runde von 1,5 km, bevor er die Ziellinie erreicht. Daraus ergibt sich pro Athlet in Summe die gleiche Gesamtstrecke wie in den übrigen Staffeln. Während der Wartezeit dürfen die Skier der Athleten neu präpariert werden, ein Tausch ist jedoch nicht erlaubt.
Wie auch in der Gemischten Staffel ist seit dem Winter 2018/19 möglich, dass die Männer die Staffel starten und die Frauen diese beenden. Im Fall der einfachen gemischten Staffel bedeutet dies jedoch, dass die Männer nur eine Laufstrecke von 6 km, die Frauen jedoch die längere Laufstrecke von 7,5 km absolvieren müssen.

##### Sonstige

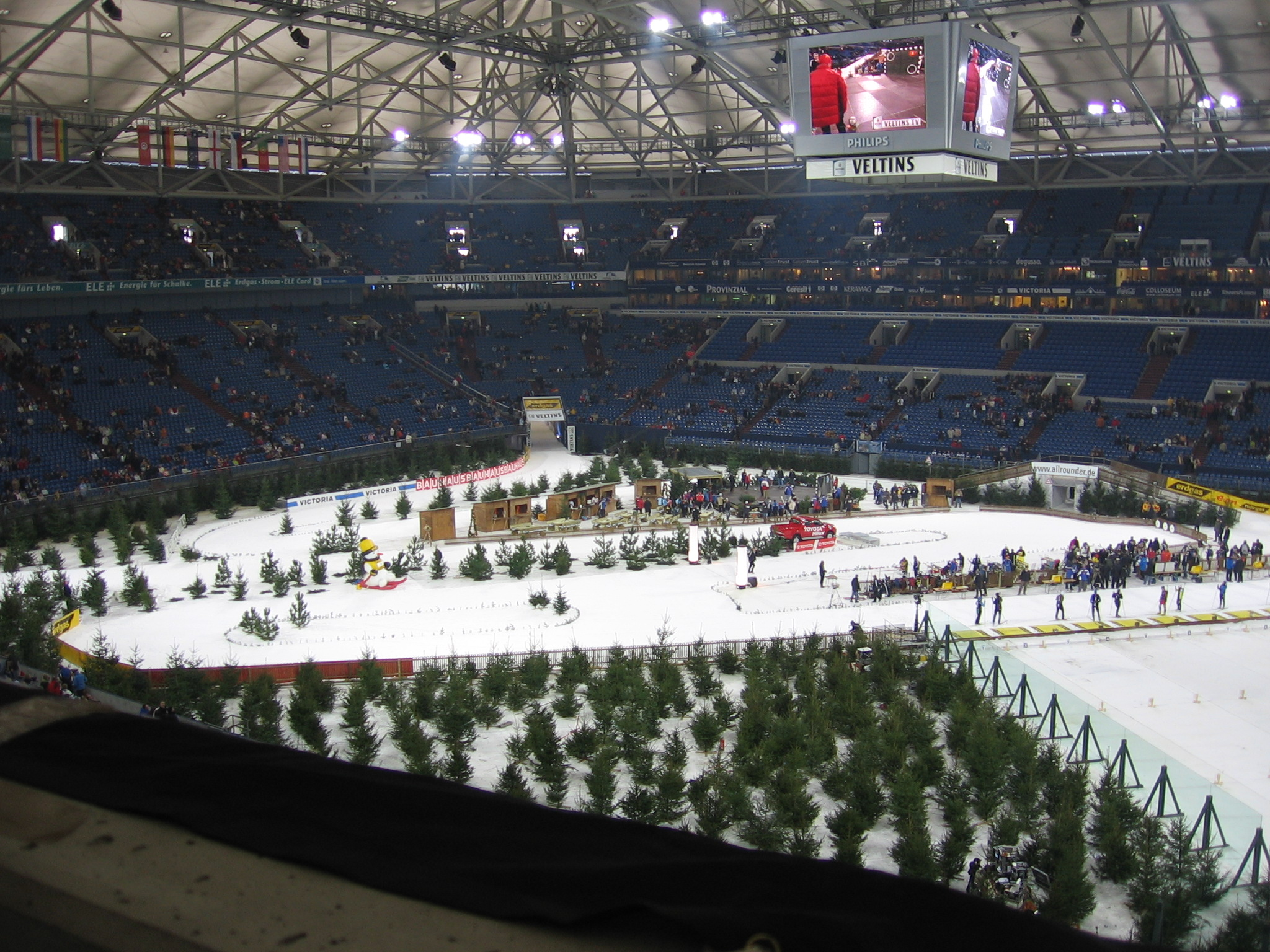
Biathlon Auf Schalke in der Veltins-Arena

Ein weiteres Beispiel der Gemischten Staffel ist die seit 2002 in der Veltins-Arena (Gelsenkirchen) ausgetragene World Team Challenge. Dabei laufen gemischte Staffeln, bestehend aus je einem Mann und einer Frau in mehrfachem Wechsel über eine Distanz von 15 km. Im Gegensatz zum Weltcup sind Staffeln mit Athleten unterschiedlicher Nationen bei der World Team Challenge erlaubt.
Im Rahmen der Deutschen Biathlon-Meisterschaften, die aufgrund der vorsaisonalen Lage im September/Oktober immer auf Rollskiern stattfinden, werden auch Mixed-Staffeln durchgeführt, welche aus zwei männlichen Akteuren und einer weiblichen Teilnehmerin bestehen. Diese haben dann jeweils den Umfang eines Sprintrennens durchzuführen.

#### Mannschaftswettkampf
In den 1990er-Jahren wurde versucht, mit dem Mannschaftswettkampf neben dem Staffelrennen einen weiteren Mannschaftswettbewerb zu etablieren. Im Gegensatz zur Staffel liefen die Athleten jedoch nicht nacheinander, sondern gemeinsam.
Eine Mannschaft wurde von vier Athleten einer Nation gebildet, die geschlossen eine aus fünf Runden bestehende Distanz von 20 Kilometern (Männer) beziehungsweise 15 Kilometern (Frauen) laufen musste. Es waren vier Schießprüfungen zu absolvieren (liegend-stehend-liegend-stehend), wobei bei jeder Schießeinlage nur ein Athlet auf die fünf Scheiben schießen durfte. Die restliche Mannschaft wartete auf das Schussende, für jeden Fehlschuss wurde gemeinsam eine Strafrunde von hier 300 Metern gelaufen. Die Zeitnahme im Ziel wurde jeweils vom letzten Mannschaftsmitglied ausgelöst, der Abstand zwischen dem ersten und dem letzten Läufer durfte nicht mehr als 50 Meter oder 15 Sekunden betragen.
Die Regeln dieses Wettbewerbs wurden mehrfach geändert, trotzdem konnte sich der Mannschaftswettkampf nicht durchsetzen. Nach der Einführung des Massenstartrennens Ende der 1990er-Jahre wurde der Mannschaftswettkampf nicht mehr veranstaltet.

## Doping
Im Vergleich zu anderen Ausdauersportarten wird beim Biathlonsport seltener über Dopingfälle berichtet. Trotzdem gab es im Profibereich im Laufe der Jahre einige Dopingvergehen und -vorwürfe, die zu unterschiedlichen Konsequenzen und Maßnahmen führten.

### Nachgewiesene Dopingmittel
In der Saison 2002/03 wurde die Russin Albina Achatowa positiv auf Nikethamid getestet. Die verbotene stimulierende Substanz wurde in der B-Probe des Staffel-Weltcuprennens vom 24. Januar nachgewiesen. Eine russische Mannschaftsärztin hatte Achatowa unmittelbar nach dem Zieleinlauf und noch vor der Dopingkontrolle das Medikament Cordiamini gespritzt, in dem die Substanz enthalten ist. Achatowa war nach dem Zieleinlauf zusammengebrochen, das Medikament diente nach Aussage der Ärztin dazu, Achatowas Kreislauf zu stabilisieren. Obwohl Nikethamid auf der Dopingliste der IBU steht, wurde das Vergehen der russischen Mannschaftsärztin angelastet und Achatowa nicht mit einer Sperre bestraft. Die Ärztin wurde von der IBU für drei Monate gesperrt, außerdem entzog die IBU dem russischen Verband die Zuschüsse von 50.000 Euro für ein Jahr.
Während der Olympischen Winterspiele 2006 in Turin wurde der Russin Olga Pyljowa in einer positiven A- und B-Probe, die ihr nach dem Einzelrennen am 13. Februar 2006 entnommen wurde, das Stimulationsmittel Carphedon nachgewiesen. Nach eigener Aussage habe Pyljowa, nachdem sie vor dem Verfolgungsrennen am 13. Januar 2006 in Ruhpolding umgeknickt war, von ihrer Privatärztin Phenotropile-Tabletten verabreicht bekommen. Am Nachmittag des 16. Februar 2006 wurde Pyljowa vom IOC disqualifiziert und von den Olympischen Winterspielen ausgeschlossen. Außerdem wurde ihr die am 13. Februar 2006 im Einzelrennen erreichte Silbermedaille aberkannt. Die IBU sperrte Pyljowa am 17. Februar 2006 für zwei Jahre bis zum 12. Februar 2008.
Zu einem ständig wiederkehrenden Thema entwickelte sich Doping in der Saison 2007/08. Bereits zu Beginn wurde der Wechsel der ehemaligen finnischen Skilangläuferin Kaisa Varis zum Biathlon kritisch gesehen. Nach dem Nachweis des EPO-Dopings im Jahre 2003 und einer zweijährigen Sperre wechselte die Finnin im Sommer 2006 zum Biathlon, da sie vom finnischen NOK im Langlauf nicht für die Olympischen Winterspiele 2006 nominiert worden war. In der Weltcupsaison 2007/08 startete Varis erstmals regelmäßig im Weltcup und gewann am 11. Januar 2008 überraschend das Sprintrennen in Ruhpolding. Am 24. Januar wurde bekannt, dass die nach dem Massenstartrennen von Oberhof am 6. Januar entnommene Urinprobe positiv auf EPO getestet worden war. Nachdem auch die B-Probe ein positives Ergebnis lieferte, wurde Varis als Wiederholungstäterin am 11. Februar 2008 von der IBU lebenslang gesperrt und alle ab dem Massenstart von Oberhof erreichten Ergebnisse annulliert. Zwischenzeitlich wurde die Sperre jedoch wieder aufgehoben.
Auch 2009 waren drei Biathleten positiv getestet worden. Dmitri Jaroschenko, Jekaterina Jurjewa und erneut Albina Achatowa wurden beim Weltcupauftakt in Östersund positiv getestet, was allerdings erst im Verlauf der Saison durch neue Testmethoden nachgewiesen werden konnte.
Bei den Olympischen Winterspielen 2014 wurde bei der deutschen Biathletin Evi Sachenbacher-Stehle in der A- und B-Probe das verbotene Mittel Methylhexanamin nachgewiesen. Sachenbacher-Stehle gab an, das Mittel unbewusst über ein Nahrungsergänzungsmittel, welches sie von einem privaten Ernährungsberater erhielt, aufgenommen zu haben.

### Dopingverdacht
Für weiteres Aufsehen sorgte die während der Olympischen Spiele am 18. Februar 2006 im Mannschaftsquartier der österreichischen Biathleten durchgeführte Razzia. Bei den Biathleten Wolfgang Perner und Wolfgang Rottmann wurden dabei Spritzen, Medikamente und Apparate für Transfusionen und Bluttests gefunden. Nach der Durchsuchung reisten beide Athleten aus Italien ab, woraufhin sie aus der österreichischen Olympiamannschaft ausgeschlossen wurden. Am 24. Februar teilte das IOC mit, dass die entnommenen Proben aller zehn getesteten österreichischen Sportler negativ seien. Obwohl beide Biathleten ihre Unschuld beteuerten, erklärten sie im März 2006 ihren Rücktritt vom Leistungssport. Rund ein Jahr nach den Olympischen Spielen entschied das IOC am 25. April 2007, Rottmann und Perner die in Turin erzielten Ergebnisse abzuerkennen und beide Athleten lebenslang von der Teilnahme an weiteren Olympischen Spielen auszuschließen. In seinem Abschlussbericht im Juli 2007 bestätigte der Österreichische Skiverband, dass Rottmann und Perner Blutdoping betrieben hätten und schloss beide Athleten ebenfalls lebenslang aus. Im Januar 2008 verhängte die IBU zudem eine Sperre für Rottmann bis zum 15. Juli 2009.

### Verdächtigung deutscher Biathleten
Betroffen von Dopingvorwürfen und -verdächtigungen war in der Saison 2007/08 auch die deutsche Mannschaft. Am 9. Januar 2008 berichtete der österreichische Kurier erstmals über die Wiener Blutbank Humanplasma, bei der Athleten unterschiedlicher Sportarten Blutdoping betrieben haben sollen. Nach Berichten der ARD seien darunter deutsche Biathleten, die teilweise zur Weltspitze gehören. Da weder Namen verdächtigter Athleten noch konkrete Beweise veröffentlicht wurden, leitete der Deutsche Skiverband rechtliche Schritte gegen die für die Berichterstattung der ARD verantwortlichen Journalisten ein. Hajo Seppelt, Dopingexperte der ARD, relativierte daraufhin, es handele sich „eher um zurückliegende Fälle“, weiterhin stehe „der DSV momentan nicht im Verdacht, aktiv Blutdoping unterstützt oder seine Athleten nach Wien geschickt zu haben“. Zu Beginn der Übertragung aus Antholz am 17. Januar entschuldigte sich ARD-Moderator Michael Antwerpes für „journalistische Fehler“ bei der ARD-Berichterstattung. Vor dem Beginn der Weltmeisterschaften in Östersund versicherten die Biathleten des DSV in einer eidesstattlichen Erklärung, nie Kontakt zu der verdächtigten Wiener Blutbank gehabt zu haben.
Für erneutes Aufsehen sorgte eine anonyme Anzeige beim österreichischen Bundeskriminalamt und der Wiener Staatsanwaltschaft, die per E-Mail auch mehreren österreichischen Journalisten zugestellt worden sein soll. Die Anzeige richte sich gegen bei der Wiener Blutbank Humanplasma tätige Ärzte. Erstmals berichtete die Tiroler Tageszeitung am 14. Februar 2008 über die Anzeige, in der sowohl aktive als auch ehemalige deutsche und österreichische Biathleten als Kunden der Wiener Blutbank genannt werden. Der ehemalige österreichische Skiläufer Stephan Eberharter sowie zwei Redakteure der österreichischen Zeitung Kurier, die in der Anzeige als Zeugen genannt worden waren, dementierten jegliche Verwicklungen. Der DSV erstattete Anzeige gegen Unbekannt wegen Verleumdung. Pressesprecher Stephan Schwarzbach kündigte an, dass alle deutschen Athleten eine eidesstattliche Erklärung abgeben werden, niemals Doping betrieben zu haben oder zu betreiben.

## Verwandte Sportarten
Neben dem Biathlonsport als Kombination aus Skilanglauf und Schießen gibt es einige weitere verwandte Sportarten.
Der Sommerbiathlon ist eine Kombination aus Laufen bzw. Rollskilaufen und Schießen. In Deutschland werden Wettkämpfe ohne den Einsatz von Skirollern unter anderem vom Deutschen Schützenbund organisiert. Die Priorität dieser Wettkämpfe liegt meist beim Laufen und weniger beim Schießen. Es werden auch Weltcups und Europacups veranstaltet, die jedoch in der Öffentlichkeit kaum Beachtung finden. Die Weltmeisterschaften wurden bis 2009 von der IBU organisiert, seit 2011 gibt es nur noch Europameisterschaften in dieser Teildisziplin.

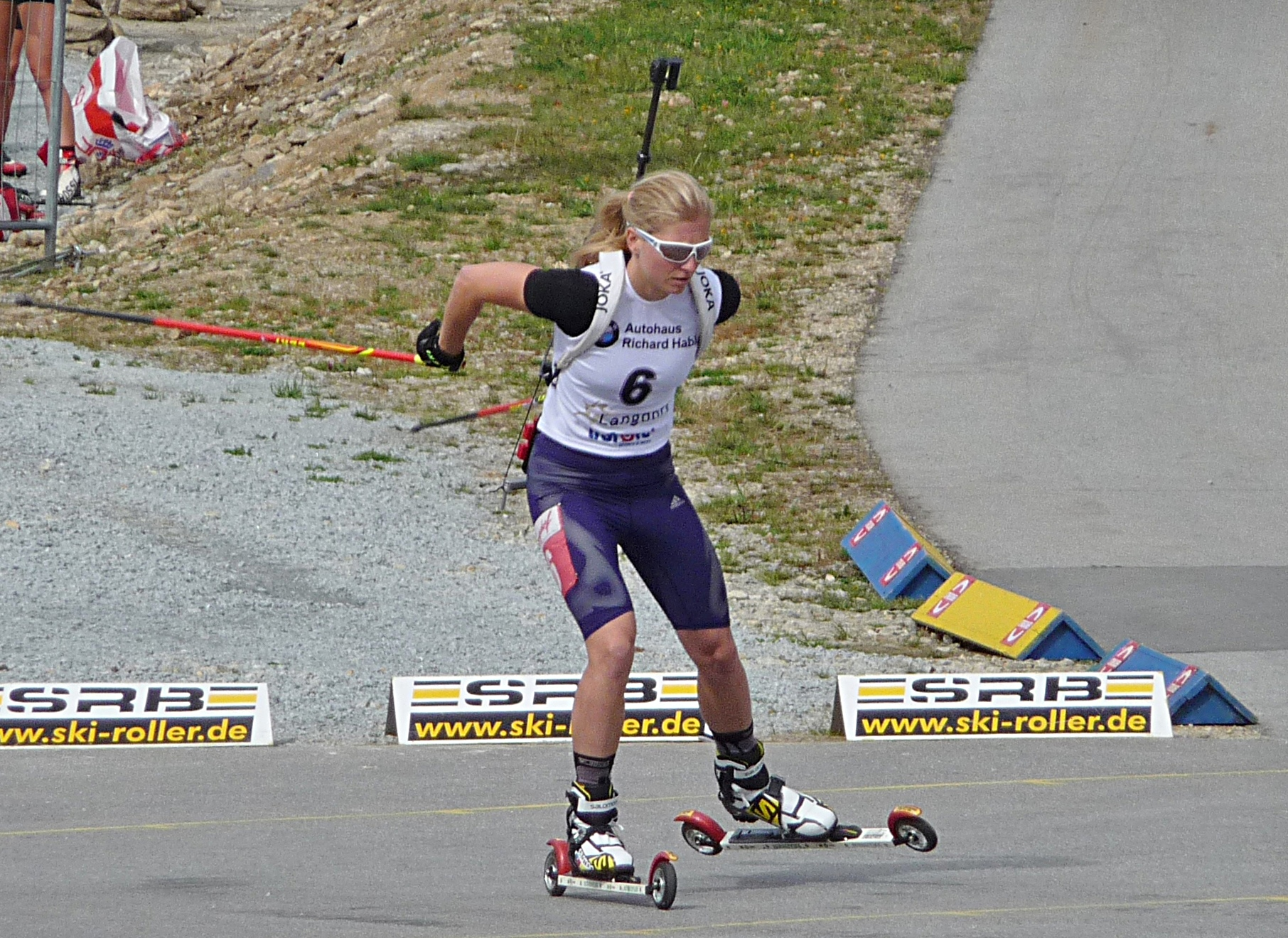
Franziska Hildebrand bei den Deutschen Meisterschaften 2015

Rollskibiathlon ist eine Variante des Sommerbiathlons, die vor allem von Winterbiathleten im Sommertraining betrieben wird. Der Modus der Wettkämpfe ist vergleichbar mit den Rennen im Winter, nur dass hierbei Rollski zum Einsatz kommen. Jährlich werden Sommerbiathlon-Weltmeisterschaften veranstaltet, die Deutschen Meisterschaften im Biathlon werden jedes Jahr im September vom DSV veranstaltet.
Die Regeln beim Bogenbiathlon sind ähnlich jenen des eigentlichen Winterbiathlons. Geschossen wird jedoch mit Pfeil und Bogen. Die Wettkämpfe wurden ursprünglich ebenfalls von der IBU organisiert. Seit dem 1. April 2005 ist der Internationale Bogensportverband (FITA) für diese Sportart verantwortlich.
Das Bogenlaufen ist eine Kombination aus Laufen und Bogenschießen.
Beim Motorradbiathlon handelt es sich um eine Kombination aus Motocross und Schießen. Dieser Sport wird vor allem im Osten Deutschlands betrieben.
Bikebiathlon ist die Kombination aus Mountainbiken und dem für Biathlon typischen Schießen. Hierbei werden auf Geländestrecken die Wettkampfdisziplinen des Biathlon, also Sprint, Verfolgung und Mixed-Staffel, nachempfunden.
Der moderne Biathlon ist die Kombination einer modernen Ausdauersportart (Cross-Skating, Mountainbiken oder Crosslaufen) mit Lichtpunktgewehrschießen.
Trotz der Namensähnlichkeit ist Biathlon nicht mit Biathle (Kombinationssportart Laufen-Schwimmen-Laufen) verwandt.

## Gesundheitliche Risiken
Biathlon gilt als Sport mit verhältnismäßig geringem Verletzungsrisiko, vergleichbar dem Skilanglauf. Vereinzelten Schussverletzungen wurde mit strengeren Sicherheitsbestimmungen begegnet.
Da beim Biathlon aufgrund der geforderten Laufleistungen ein niedriges Körpergewicht von Vorteil ist, besteht die Gefahr von Essstörungen. Betroffene Sportlerinnen waren u. a. Miriam Neureuther, Elisa Gasparin und Lena Häcki-Groß. Auch eine 2016 veröffentlichte Studie über norwegische Nachwuchsatheltinnen belegte die hohe Anzahl von Essstörungen in diesem Sport. Paul Schommer war während seiner Zeit als Junior ebenfalls betroffen.